# 釧路市

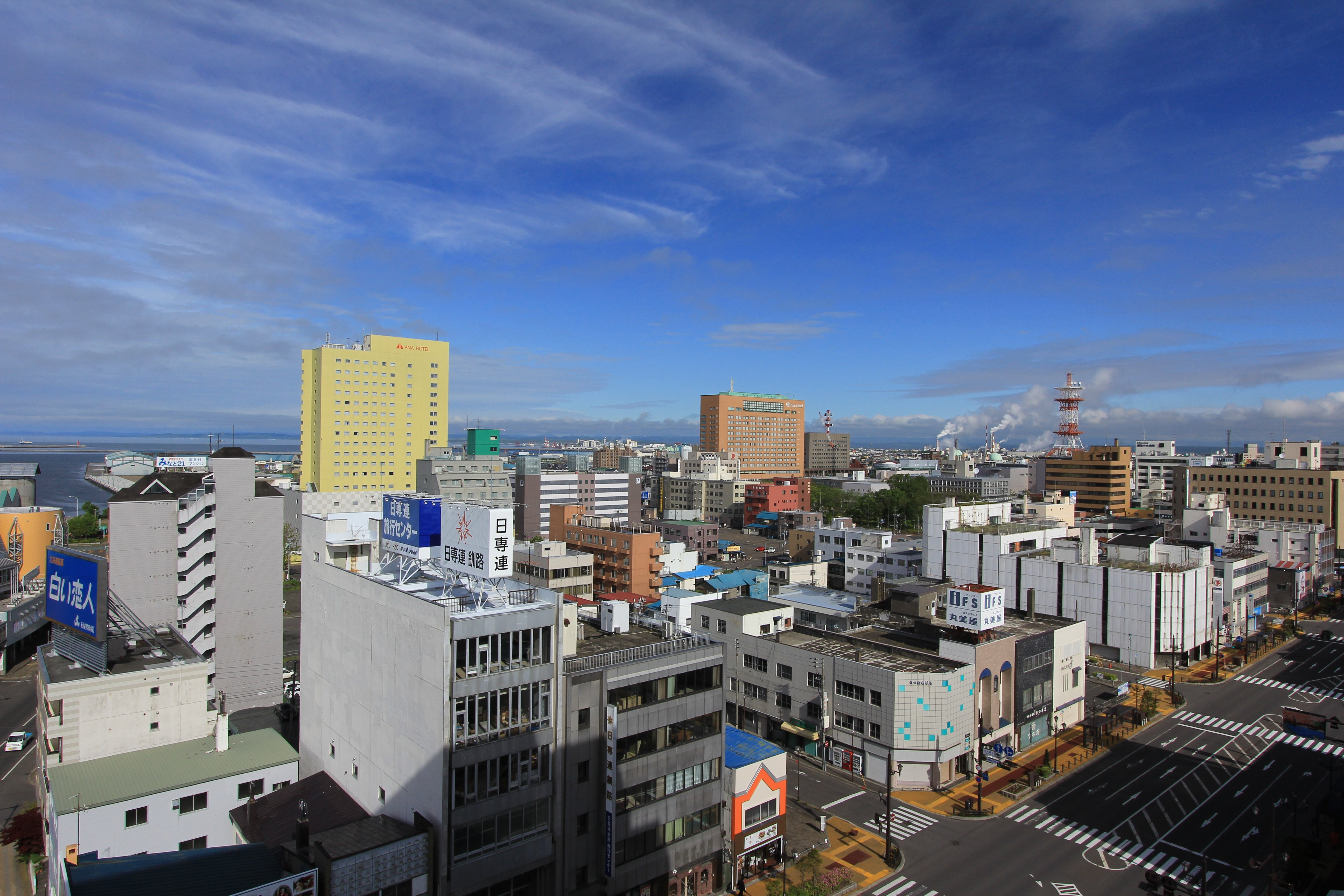
ラビスタ釧路川から見た釧路市中心市街地

釧路市（くしろし）は、北海道東部（道東地方）の太平洋沿岸にある市。釧路総合振興局の振興局所在地。計量特定市に指定されている。

## 概要
道東地方を管轄する国や道の出先機関のほか、日本銀行支店や外国の領事館や国際機関の置かれている道東の政治経済の中心都市である。国内の市町村では面積第7位（香川県の7割相当）。人口はかつて札幌市、旭川市、函館市に次ぐ道内4位であったが、1984年以降は減少が進み2022年現在は苫小牧市、帯広市に抜かれ6位である。東北海道最大の歓楽街末広歓楽街を有する。飲食店数は北海道2位の規模である。
2014年（平成26年）4月1日には全域が過疎地域に指定された。
国際バルク戦略港湾（穀物）に選定 された釧路港を持ち、食料品工場、医薬品製造工場、発電所などを擁する臨海工業都市である。また、多くの観光客が訪れる釧路空港と、釧路湿原国立公園および阿寒摩周国立公園の2つの国立公園を市域に有する。
小惑星(4096) Kushiroは釧路市にちなんで命名された。

### 市の名称の由来
「釧路」という地名の由来は下記のように諸説あり不明であるが、いずれもアイヌ語に漢字にあてたものとされている。
| アイヌ語                     | アイヌ語   | 意味           | 由来 |
| カタカナ表記（アコㇿイタㇰ） | ラテン翻字 | 意味           | 由来 |
| ---------------------------- | ---------- | -------------- | --- |
| クㇱル                       | kus-ru     | 越える・道     | ここから標津や斜里へ越えていったため |
| クスリ                       | kusuri     | 薬             | 川上の温泉から薬水が流れ出ていたため |
| チクㇱル                     | ci-kus-ru  | 我ら・通る・道 | 網走との往来道であることから |
| クㇱペッ                     | kus-pet    | 通り抜ける・川 | 川が厚岸や根室、十勝、網走への重要な交通路であったため。 |
| クㇱナイ                     | kus-nay    | 通り抜ける・川 | 川が厚岸や根室、十勝、網走への重要な交通路であったため。 |
| クㇱシㇼ                     | kus-sir    | 川向こうの・山 | |
| クッチャロ                   | kutcaro    |                | クッチャロはアイヌ語で咽喉を指す。屈斜路湖から釧路川が流れ出す地点にあるコタンが「銚子口」の意味で「クッチャロ」と呼ばれていた。 ここのアイヌを松前藩が今の釧路に移し、「クッチャロ」からクスリ場所と称したため（後述）。 |

## 地理

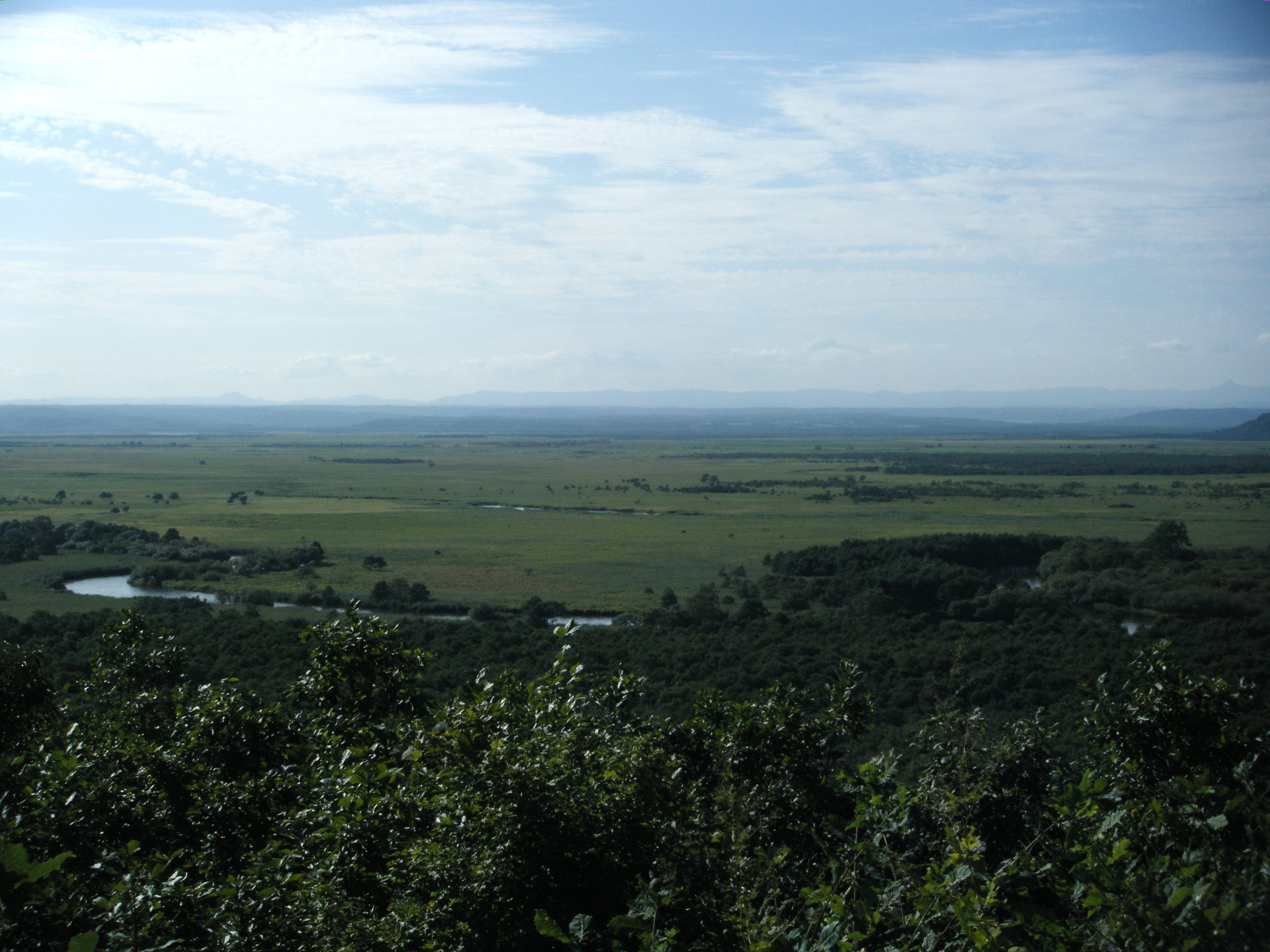
細岡展望台から見た釧路湿原（2008年9月）

北海道の東部太平洋側、釧路総合振興局の所管区域の南部に位置する。

### 地形

釧路市中心部周辺の空中写真。2015年7月11日撮影の40枚を合成作成。
。

市内を釧路川、阿寒川が流れるほか、阿寒湖、春採湖がある。釧路市（1922年ー2005年）は平地に位置するため山はほとんどなかったが、合併により、白糠町を囲むような形で西側への飛び地ができ（合併経緯参照）、北西部に阿寒地区の雄阿寒岳などの山岳地帯を含むようになった。北東部は釧路湿原国立公園と隣接し、釧路湿原との境界ぎりぎりの所まで住宅が建ち並ぶ。

#### 山地
※主な山
- 雌阿寒岳
- 雄阿寒岳
- 阿寒富士
- ポンサマッケヌプリ
- 特宍丑
- フップシ岳
- 歌云内
- 萬系内
- フレベツ岳
- 徹別岳
- 白湯山
- 霧裏山（音別町域）
- ユケランヌプリ（音別町域）

#### 河川
※主な川
- 釧路川（旧釧路川）
- 新釧路川（釧路川）
- 阿寒川
- 舌辛川
- 別保川（べっぽがわ）
- 仁々志別川（ににしべつがわ）
- 雪裡川（せつりがわ）
- アセツリ川（阿雪裡川）
- 星が浦川
- 竜神川
- 別途前川（べっとまえがわ）
- 鳥取川
- 沼尻川

#### 湖沼
※主な湖
- 阿寒湖
- 春採湖
- パンケトー
- ペンケトー
- シュンクシタカラ湖

### 地域
音別地区の区域の401.40平方キロメートルは、釧路市中心部とは間に白糠町を挟んで離れており、大規模な飛地となっている。このような大規模な飛び地のある市町村は日本でも数えるほどしか無い。後述する合併協議の時点では白糠町を含めた合併が協議されていたが、白糠町の脱退によって東西に分かれたまま一つの市となった。

#### 住宅団地
- 道営住宅千歳団地
- 道営住宅白樺団地
- 道営住宅新緑ヶ岡団地
- 道営住宅曙団地
- 道営住宅愛国団地
- 道営住宅住之江団地
- 道営住宅新富士団地
- 道営住宅若竹団地
- 道営住宅ことぶき団地
- 道営住宅クレインヴィラ

### 気候
ケッペンの気候区分では亜寒帯湿潤気候（湿潤大陸性気候）（Dfb）、日本の気候分類では太平洋側気候の東部北海道型に属する。
道東の太平洋側ならではの風土が釧路の気候を形作っている。寒流である親潮の影響を受け、一般に冷涼である。特に夏季は海霧に覆われる日が多く、冷涼である。一方、秋・冬・春はとても乾燥した晴天が続き「釧路晴れ」と呼ばれ降雪も少ない、年を通じての日照時間は約2,000時間と国内有数である。なお内陸部の阿寒地域では寒暖の差が激しく、海岸と違い降雪量も多い。
夏季は海霧によって真夏日は観測されても年1回程度で、夏日も少ない。ただし内陸部では海霧の影響がないため、夏日および真夏日が続く。
冬季は西高東低の冬型の気圧配置になると、晴れの日が続き空気が乾燥する。降雪量は少ない。海に近い割に真冬日が多く、年に44.7日（平年値）である。また内陸部では放射冷却現象により最低気温が氷点下20℃前後まで下がる。
近年は全国の観測地点の中でも突出して年間を通して温暖化が進んでおり、1910年の観測開始以来、2023年の年平均気温は過去最高の8.5℃を記録した他、7.9℃（2022年）、7.7℃（2015年）、7.6℃（2021年）、7.5℃（2020年）、7.3℃（2010年）、7.2℃（2018年）、7.1℃（2019年）、7.1℃（2013年）と、上位は7.2℃（1990年）と7.1℃（2004年）の二か年を除きすべて2010年以降の記録である。特に冬は暖冬が急増している。また、夏季も猛暑となる年が急増しており、2023年7月の平均気温20.0℃、同年8月の平均気温21.8℃はいずれも各月の過去最高記録となった。これは、2000年の露場の幣舞橋付近の丘の上から海沿い市街地への移転も影響しているとされ、冬は海からの西風が卓越しやすく気温が下がりにくくなっているほか、夏季も内陸からの風によって気温が上がりやすくなっている。但し2023年の釧路地方気象台は真夏日になったことが一度もなかった。
| 釧路市幸町（釧路地方気象台、標高5m）の気候                   | 釧路市幸町（釧路地方気象台、標高5m）の気候 | 釧路市幸町（釧路地方気象台、標高5m）の気候 | 釧路市幸町（釧路地方気象台、標高5m）の気候 | 釧路市幸町（釧路地方気象台、標高5m）の気候 | 釧路市幸町（釧路地方気象台、標高5m）の気候 | 釧路市幸町（釧路地方気象台、標高5m）の気候 | 釧路市幸町（釧路地方気象台、標高5m）の気候 | 釧路市幸町（釧路地方気象台、標高5m）の気候 | 釧路市幸町（釧路地方気象台、標高5m）の気候 | 釧路市幸町（釧路地方気象台、標高5m）の気候 | 釧路市幸町（釧路地方気象台、標高5m）の気候 | 釧路市幸町（釧路地方気象台、標高5m）の気候 | 釧路市幸町（釧路地方気象台、標高5m）の気候 |
| 月                                                           | 1月                                        | 2月                                        | 3月                                        | 4月                                        | 5月                                        | 6月                                        | 7月                                        | 8月                                        | 9月                                        | 10月                                       | 11月                                       | 12月                                       | 年                                         |
| ------------------------------------------------------------ | ------------------------------------------ | ------------------------------------------ | ------------------------------------------ | ------------------------------------------ | ------------------------------------------ | ------------------------------------------ | ------------------------------------------ | ------------------------------------------ | ------------------------------------------ | ------------------------------------------ | ------------------------------------------ | ------------------------------------------ | ------------------------------------------ |
| 最高気温記録 °C （°F）                                       | 7.6 (45.7)                                 | 11.0 (51.8)                                | 15.9 (60.6)                                | 23.5 (74.3)                                | 28.0 (82.4)                                | 32.4 (90.3)                                | 33.5 (92.3)                                | 31.1 (88)                                  | 29.6 (85.3)                                | 23.7 (74.7)                                | 18.7 (65.7)                                | 12.4 (54.3)                                | 33.5 (92.3)                                |
| 平均最高気温 °C （°F）                                       | −0.2 (31.6)                                | −0.1 (31.8)                                | 3.3 (37.9)                                 | 8.0 (46.4)                                 | 12.6 (54.7)                                | 15.8 (60.4)                                | 19.6 (67.3)                                | 21.5 (70.7)                                | 20.1 (68.2)                                | 15.1 (59.2)                                | 8.9 (48)                                   | 2.5 (36.5)                                 | 10.6 (51.1)                                |
| 日平均気温 °C （°F）                                         | −4.8 (23.4)                                | −4.3 (24.3)                                | −0.4 (31.3)                                | 4.0 (39.2)                                 | 8.6 (47.5)                                 | 12.2 (54)                                  | 16.1 (61)                                  | 18.2 (64.8)                                | 16.5 (61.7)                                | 11.0 (51.8)                                | 4.7 (40.5)                                 | −1.9 (28.6)                                | 6.7 (44.1)                                 |
| 平均最低気温 °C （°F）                                       | −9.8 (14.4)                                | −9.4 (15.1)                                | −4.2 (24.4)                                | 0.7 (33.3)                                 | 5.4 (41.7)                                 | 9.5 (49.1)                                 | 13.6 (56.5)                                | 15.7 (60.3)                                | 12.9 (55.2)                                | 6.1 (43)                                   | −0.3 (31.5)                                | −7.0 (19.4)                                | 2.8 (37)                                   |
| 最低気温記録 °C （°F）                                       | −28.3 (−18.9)                              | −27.0 (−16.6)                              | −24.8 (−12.6)                              | −14.1 (6.6)                                | −4.6 (23.7)                                | −0.4 (31.3)                                | 3.3 (37.9)                                 | 5.4 (41.7)                                 | −2.2 (28)                                  | −6.9 (19.6)                                | −15.2 (4.6)                                | −25.7 (−14.3)                              | −28.3 (−18.9)                              |
| 降水量 mm （inch）                                           | 40.4 (1.591)                               | 24.8 (0.976)                               | 55.9 (2.201)                               | 79.4 (3.126)                               | 115.7 (4.555)                              | 114.2 (4.496)                              | 120.3 (4.736)                              | 142.3 (5.602)                              | 153.0 (6.024)                              | 112.7 (4.437)                              | 64.7 (2.547)                               | 56.6 (2.228)                               | 1,080.1 (42.524)                           |
| 降雪量 cm （inch）                                           | 32 (12.6)                                  | 27 (10.6)                                  | 31 (12.2)                                  | 7 (2.8)                                    | 0 (0)                                      | 0 (0)                                      | 0 (0)                                      | 0 (0)                                      | 0 (0)                                      | 0 (0)                                      | 4 (1.6)                                    | 26 (10.2)                                  | 127 (50)                                   |
| 平均降水日数 （≥0.5 mm）                                     | 6.4                                        | 5.6                                        | 8.1                                        | 9.8                                        | 11.3                                       | 10.2                                       | 11.5                                       | 11.8                                       | 11.8                                       | 8.7                                        | 8.0                                        | 7.7                                        | 110.8                                      |
| 平均降雪日数                                                 | 14.3                                       | 13.9                                       | 15.1                                       | 9.8                                        | 1.4                                        | 0.0                                        | 0.0                                        | 0.0                                        | 0.0                                        | 1.0                                        | 5.7                                        | 12.6                                       | 74.3                                       |
| % 湿度                                                       | 67                                         | 69                                         | 71                                         | 77                                         | 80                                         | 87                                         | 88                                         | 87                                         | 84                                         | 76                                         | 69                                         | 67                                         | 77                                         |
| 平均月間日照時間                                             | 186.7                                      | 183.1                                      | 200.8                                      | 182.2                                      | 177.5                                      | 126.8                                      | 118.9                                      | 117.6                                      | 143.9                                      | 177.0                                      | 167.6                                      | 175.6                                      | 1,957.6                                    |
| 出典：気象庁（平均値：1991年 - 2020年、極値：1910年 - 現在） |                                            |                                            |                                            |                                            |                                            |                                            |                                            |                                            |                                            |                                            |                                            |                                            |                                            |

| 釧路（旧釧路地方気象台・幣舞町）1961年 - 1990年平均の気候 | 釧路（旧釧路地方気象台・幣舞町）1961年 - 1990年平均の気候 | 釧路（旧釧路地方気象台・幣舞町）1961年 - 1990年平均の気候 | 釧路（旧釧路地方気象台・幣舞町）1961年 - 1990年平均の気候 | 釧路（旧釧路地方気象台・幣舞町）1961年 - 1990年平均の気候 | 釧路（旧釧路地方気象台・幣舞町）1961年 - 1990年平均の気候 | 釧路（旧釧路地方気象台・幣舞町）1961年 - 1990年平均の気候 | 釧路（旧釧路地方気象台・幣舞町）1961年 - 1990年平均の気候 | 釧路（旧釧路地方気象台・幣舞町）1961年 - 1990年平均の気候 | 釧路（旧釧路地方気象台・幣舞町）1961年 - 1990年平均の気候 | 釧路（旧釧路地方気象台・幣舞町）1961年 - 1990年平均の気候 | 釧路（旧釧路地方気象台・幣舞町）1961年 - 1990年平均の気候 | 釧路（旧釧路地方気象台・幣舞町）1961年 - 1990年平均の気候 | 釧路（旧釧路地方気象台・幣舞町）1961年 - 1990年平均の気候 |
| 月                                                        | 1月                                                       | 2月                                                       | 3月                                                       | 4月                                                       | 5月                                                       | 6月                                                       | 7月                                                       | 8月                                                       | 9月                                                       | 10月                                                      | 11月                                                      | 12月                                                      | 年                                                        |
| --------------------------------------------------------- | --------------------------------------------------------- | --------------------------------------------------------- | --------------------------------------------------------- | --------------------------------------------------------- | --------------------------------------------------------- | --------------------------------------------------------- | --------------------------------------------------------- | --------------------------------------------------------- | --------------------------------------------------------- | --------------------------------------------------------- | --------------------------------------------------------- | --------------------------------------------------------- | --------------------------------------------------------- |
| 平均最高気温 °C （°F）                                    | −1.1 (30)                                                 | −1.1 (30)                                                 | 2.2 (36)                                                  | 7.5 (45.5)                                                | 12.1 (53.8)                                               | 15.1 (59.2)                                               | 18.7 (65.7)                                               | 21.3 (70.3)                                               | 19.1 (66.4)                                               | 14.5 (58.1)                                               | 8.3 (46.9)                                                | 2.5 (36.5)                                                | 9.9 (49.8)                                                |
| 日平均気温 °C （°F）                                      | −6.1 (21)                                                 | −6.0 (21.2)                                               | −1.7 (28.9)                                               | 3.4 (38.1)                                                | 7.9 (46.2)                                                | 11.4 (52.5)                                               | 15.3 (59.5)                                               | 17.8 (64)                                                 | 15.2 (59.4)                                               | 9.8 (49.6)                                                | 3.7 (38.7)                                                | −2.0 (28.4)                                               | 5.7 (42.3)                                                |
| 平均最低気温 °C （°F）                                    | −12.1 (10.2)                                              | −11.6 (11.1)                                              | −6.0 (21.2)                                               | −0.2 (31.6)                                               | 4.3 (39.7)                                                | 8.4 (47.1)                                                | 12.7 (54.9)                                               | 15.0 (59)                                                 | 11.3 (52.3)                                               | 4.5 (40.1)                                                | −1.5 (29.3)                                               | −7.1 (19.2)                                               | 1.5 (34.7)                                                |
| 出典：理科年表                                            |                                                           |                                                           |                                                           |                                                           |                                                           |                                                           |                                                           |                                                           |                                                           |                                                           |                                                           |                                                           |                                                           |

| 中徹別（標高80m、1991年 - 2020年）の気候 | 中徹別（標高80m、1991年 - 2020年）の気候 | 中徹別（標高80m、1991年 - 2020年）の気候 | 中徹別（標高80m、1991年 - 2020年）の気候 | 中徹別（標高80m、1991年 - 2020年）の気候 | 中徹別（標高80m、1991年 - 2020年）の気候 | 中徹別（標高80m、1991年 - 2020年）の気候 | 中徹別（標高80m、1991年 - 2020年）の気候 | 中徹別（標高80m、1991年 - 2020年）の気候 | 中徹別（標高80m、1991年 - 2020年）の気候 | 中徹別（標高80m、1991年 - 2020年）の気候 | 中徹別（標高80m、1991年 - 2020年）の気候 | 中徹別（標高80m、1991年 - 2020年）の気候 | 中徹別（標高80m、1991年 - 2020年）の気候 |
| 月                                       | 1月                                      | 2月                                      | 3月                                      | 4月                                      | 5月                                      | 6月                                      | 7月                                      | 8月                                      | 9月                                      | 10月                                     | 11月                                     | 12月                                     | 年                                       |
| ---------------------------------------- | ---------------------------------------- | ---------------------------------------- | ---------------------------------------- | ---------------------------------------- | ---------------------------------------- | ---------------------------------------- | ---------------------------------------- | ---------------------------------------- | ---------------------------------------- | ---------------------------------------- | ---------------------------------------- | ---------------------------------------- | ---------------------------------------- |
| 最高気温記録 °C （°F）                   | 8.6 (47.5)                               | 15.6 (60.1)                              | 17.8 (64)                                | 31.0 (87.8)                              | 36.1 (97)                                | 33.7 (92.7)                              | 35.7 (96.3)                              | 36.1 (97)                                | 33.1 (91.6)                              | 28.1 (82.6)                              | 22.9 (73.2)                              | 14.3 (57.7)                              | 36.1 (97)                                |
| 平均最高気温 °C （°F）                   | −0.8 (30.6)                              | −0.2 (31.6)                              | 3.9 (39)                                 | 10.7 (51.3)                              | 16.6 (61.9)                              | 19.7 (67.5)                              | 23.0 (73.4)                              | 24.3 (75.7)                              | 21.3 (70.3)                              | 16.0 (60.8)                              | 8.9 (48)                                 | 1.7 (35.1)                               | 12.1 (53.8)                              |
| 日平均気温 °C （°F）                     | −7.8 (18)                                | −7.2 (19)                                | −2.1 (28.2)                              | 3.9 (39)                                 | 9.6 (49.3)                               | 13.6 (56.5)                              | 17.5 (63.5)                              | 18.8 (65.8)                              | 15.3 (59.5)                              | 8.9 (48)                                 | 2.0 (35.6)                               | −5.0 (23)                                | 5.7 (42.3)                               |
| 平均最低気温 °C （°F）                   | −15.3 (4.5)                              | −15.2 (4.6)                              | −8.9 (16)                                | −2.5 (27.5)                              | 3.1 (37.6)                               | 8.5 (47.3)                               | 13.3 (55.9)                              | 14.7 (58.5)                              | 10.1 (50.2)                              | 2.2 (36)                                 | −4.4 (24.1)                              | −11.8 (10.8)                             | −0.5 (31.1)                              |
| 最低気温記録 °C （°F）                   | −28.8 (−19.8)                            | −28.8 (−19.8)                            | −22.9 (−9.2)                             | −14.0 (6.8)                              | −8.0 (17.6)                              | −2.8 (27)                                | 1.2 (34.2)                               | 3.9 (39)                                 | −2.1 (28.2)                              | −9.1 (15.6)                              | −15.2 (4.6)                              | −25.7 (−14.3)                            | −28.8 (−19.8)                            |
| 降水量 mm （inch）                       | 54.8 (2.157)                             | 34.9 (1.374)                             | 72.2 (2.843)                             | 96.4 (3.795)                             | 139.2 (5.48)                             | 111.5 (4.39)                             | 130.8 (5.15)                             | 176.3 (6.941)                            | 178.5 (7.028)                            | 132.8 (5.228)                            | 80.5 (3.169)                             | 72.3 (2.846)                             | 1,277.5 (50.295)                         |
| 降雪量 cm （inch）                       | 86 (33.9)                                | 75 (29.5)                                | 84 (33.1)                                | 20 (7.9)                                 | 1 (0.4)                                  | 0 (0)                                    | 0 (0)                                    | 0 (0)                                    | 0 (0)                                    | 0 (0)                                    | 8 (3.1)                                  | 67 (26.4)                                | 342 (134.6)                              |
| 平均降水日数 （≥1.0 mm）                 | 5.7                                      | 5.3                                      | 8.0                                      | 9.4                                      | 11.0                                     | 10.2                                     | 11.6                                     | 12.5                                     | 12.0                                     | 9.5                                      | 8.2                                      | 7.1                                      | 110.3                                    |
| 平均月間日照時間                         | 167.1                                    | 152.4                                    | 175.4                                    | 170.9                                    | 176.4                                    | 146.1                                    | 117.9                                    | 124.1                                    | 135.3                                    | 164.5                                    | 159.3                                    | 160.0                                    | 1,847.7                                  |
| 出典1：Japan Meteorological Agency       |                                          |                                          |                                          |                                          |                                          |                                          |                                          |                                          |                                          |                                          |                                          |                                          |                                          |
| 出典2：気象庁                            |                                          |                                          |                                          |                                          |                                          |                                          |                                          |                                          |                                          |                                          |                                          |                                          |                                          |

| 阿寒湖畔（標高426m、1991年 - 2020年）の気候 | 阿寒湖畔（標高426m、1991年 - 2020年）の気候 | 阿寒湖畔（標高426m、1991年 - 2020年）の気候 | 阿寒湖畔（標高426m、1991年 - 2020年）の気候 | 阿寒湖畔（標高426m、1991年 - 2020年）の気候 | 阿寒湖畔（標高426m、1991年 - 2020年）の気候 | 阿寒湖畔（標高426m、1991年 - 2020年）の気候 | 阿寒湖畔（標高426m、1991年 - 2020年）の気候 | 阿寒湖畔（標高426m、1991年 - 2020年）の気候 | 阿寒湖畔（標高426m、1991年 - 2020年）の気候 | 阿寒湖畔（標高426m、1991年 - 2020年）の気候 | 阿寒湖畔（標高426m、1991年 - 2020年）の気候 | 阿寒湖畔（標高426m、1991年 - 2020年）の気候 | 阿寒湖畔（標高426m、1991年 - 2020年）の気候 |
| 月                                          | 1月                                         | 2月                                         | 3月                                         | 4月                                         | 5月                                         | 6月                                         | 7月                                         | 8月                                         | 9月                                         | 10月                                        | 11月                                        | 12月                                        | 年                                          |
| ------------------------------------------- | ------------------------------------------- | ------------------------------------------- | ------------------------------------------- | ------------------------------------------- | ------------------------------------------- | ------------------------------------------- | ------------------------------------------- | ------------------------------------------- | ------------------------------------------- | ------------------------------------------- | ------------------------------------------- | ------------------------------------------- | ------------------------------------------- |
| 最高気温記録 °C （°F）                      | 6.2 (43.2)                                  | 13.7 (56.7)                                 | 16.5 (61.7)                                 | 28.3 (82.9)                                 | 35.5 (95.9)                                 | 34.5 (94.1)                                 | 34.9 (94.8)                                 | 33.9 (93)                                   | 31.4 (88.5)                                 | 28.1 (82.6)                                 | 19.0 (66.2)                                 | 11.8 (53.2)                                 | 35.5 (95.9)                                 |
| 平均最高気温 °C （°F）                      | −4.2 (24.4)                                 | −3.1 (26.4)                                 | 1.4 (34.5)                                  | 8.1 (46.6)                                  | 15.1 (59.2)                                 | 18.9 (66)                                   | 22.3 (72.1)                                 | 22.8 (73)                                   | 19.0 (66.2)                                 | 13.2 (55.8)                                 | 5.8 (42.4)                                  | −1.4 (29.5)                                 | 9.8 (49.6)                                  |
| 日平均気温 °C （°F）                        | −10.0 (14)                                  | −9.4 (15.1)                                 | −4.2 (24.4)                                 | 2.3 (36.1)                                  | 8.5 (47.3)                                  | 13.1 (55.6)                                 | 17.1 (62.8)                                 | 18.0 (64.4)                                 | 14.0 (57.2)                                 | 7.5 (45.5)                                  | 0.7 (33.3)                                  | −6.5 (20.3)                                 | 4.3 (39.7)                                  |
| 平均最低気温 °C （°F）                      | −16.7 (1.9)                                 | −16.8 (1.8)                                 | −10.8 (12.6)                                | −3.3 (26.1)                                 | 2.3 (36.1)                                  | 8.0 (46.4)                                  | 12.9 (55.2)                                 | 13.9 (57)                                   | 9.3 (48.7)                                  | 2.1 (35.8)                                  | −4.3 (24.3)                                 | −12.1 (10.2)                                | −1.3 (29.7)                                 |
| 最低気温記録 °C （°F）                      | −30.2 (−22.4)                               | −30.7 (−23.3)                               | −26.6 (−15.9)                               | −20.9 (−5.6)                                | −7.5 (18.5)                                 | −3.3 (26.1)                                 | 1.8 (35.2)                                  | 3.2 (37.8)                                  | −1.2 (29.8)                                 | −7.6 (18.3)                                 | −17.3 (0.9)                                 | −26.9 (−16.4)                               | −30.7 (−23.3)                               |
| 降水量 mm （inch）                          | 63.2 (2.488)                                | 44.5 (1.752)                                | 70.2 (2.764)                                | 90.8 (3.575)                                | 105.7 (4.161)                               | 84.4 (3.323)                                | 103.2 (4.063)                               | 160.0 (6.299)                               | 165.7 (6.524)                               | 137.8 (5.425)                               | 85.2 (3.354)                                | 87.4 (3.441)                                | 1,197.9 (47.161)                            |
| 降雪量 cm （inch）                          | 132 (52)                                    | 96 (37.8)                                   | 105 (41.3)                                  | 54 (21.3)                                   | 3 (1.2)                                     | 0 (0)                                       | 0 (0)                                       | 0 (0)                                       | 0 (0)                                       | 1 (0.4)                                     | 31 (12.2)                                   | 123 (48.4)                                  | 548 (215.7)                                 |
| 平均降水日数 （≥1.0 mm）                    | 10.2                                        | 8.9                                         | 11.5                                        | 11.3                                        | 11.0                                        | 10.1                                        | 10.4                                        | 11.4                                        | 12.0                                        | 10.5                                        | 9.8                                         | 9.8                                         | 127.0                                       |
| 平均月間日照時間                            | 97.5                                        | 111.9                                       | 137.1                                       | 154.0                                       | 169.4                                       | 146.3                                       | 132.2                                       | 115.7                                       | 110.1                                       | 123.3                                       | 110.6                                       | 107.3                                       | 1,546                                       |
| 出典1：Japan Meteorological Agency          |                                             |                                             |                                             |                                             |                                             |                                             |                                             |                                             |                                             |                                             |                                             |                                             |                                             |
| 出典2：気象庁                               |                                             |                                             |                                             |                                             |                                             |                                             |                                             |                                             |                                             |                                             |                                             |                                             |                                             |

### 自然災害
道東太平洋側には沈み込み帯である千島海溝が形成されており、地震活動が活発となっている。そのため、太平洋に面する釧路市も地震や津波の被災経験を持つ。以下は主な被害地震と市内の被害。
- 1843年十勝沖地震（M8.0） - 地震と津波で死者。
- 1894年根室半島沖地震（M7.9） - 震度5。津波あり。死者1名、家屋被害。
- 1952年十勝沖地震（M8.2） - 震度5。津波あり。死者15名、土砂崩れ、家屋被害。
- 1993年釧路沖地震（M7.5） - 震度6。死者2名、土砂崩れ、家屋被害。
- 1994年北海道東方沖地震（M8.2） - 震度6。液状化、家屋被害。
- 2003年十勝沖地震（M8.0） - 震度5強。重傷者15名、家屋被害。

2012年に北海道庁は「最大クラスの津波に基づく津波浸水予測図」を発表した。この想定は17世紀初頭に発生した大津波を参考にしたもので、これによると釧路市街は概ね釧路外環状道路より海側の低地側全域が浸水するものとなっている。これを受けて、釧路市は2020年にハザードマップを発行した。
釧路市では大雨で雨量が200mm/72時間、100mm/24時間、30mm/3時間を超えると、浸水被害や土砂災害が多発する傾向にあり、十数年に1度程度の頻度で死者や大規模な浸水被害を伴うものが発生している。雨量が多くなる8,9月に豪雨被害が多くみられる。
冬季には北海道南岸を通過する爆弾低気圧によって暴風雪になることがあり、数十年に1度程度の頻度で長期間の停電を伴うほどのものが発生している。
市北部に活火山である雌阿寒岳が存在しており、火口周辺で噴出物やラハールによる被害が想定されている。

### 人口
| |                                        |  |
| 釧路市と全国の年齢別人口分布（2005年） | 釧路市の年齢・男女別人口分布（2005年） |  |
| ■紫色 ― 釧路市 ■緑色 ― 日本全国 | ■青色 ― 男性 ■赤色 ― 女性              |  |
| 釧路市（に相当する地域）の人口の推移 \| 1970年（昭和45年） \| 204,793人 \| \| \| 1975年（昭和50年） \| 219,180人 \| \| \| 1980年（昭和55年） \| 227,234人 \| \| \| 1985年（昭和60年） \| 226,097人 \| \| \| 1990年（平成2年） \| 216,423人 \| \| \| 1995年（平成7年） \| 209,680人 \| \| \| 2000年（平成12年） \| 201,566人 \| \| \| 2005年（平成17年） \| 190,478人 \| \| \| 2010年（平成22年） \| 181,206人 \| \| \| 2015年（平成27年） \| 174,742人 \| \| \| 2020年（令和2年） \| 165,077人 \| \| |                                        |  |
| 総務省統計局 国勢調査より |                                        |  |
| 1970年（昭和45年） | 204,793人                              |  |
| 1975年（昭和50年） | 219,180人                              |  |
| 1980年（昭和55年） | 227,234人                              |  |
| 1985年（昭和60年） | 226,097人                              |  |
| 1990年（平成2年） | 216,423人                              |  |
| 1995年（平成7年） | 209,680人                              |  |
| 2000年（平成12年） | 201,566人                              |  |
| 2005年（平成17年） | 190,478人                              |  |
| 2010年（平成22年） | 181,206人                              |  |
| 2015年（平成27年） | 174,742人                              |  |
| 2020年（令和2年） | 165,077人                              |  |

2020年10月1日現在（外国人登録含む）
- 総数 165,077人
- 世帯数 80,095世帯

#### 消滅集落
2015年国勢調査によれば、以下の集落は調査時点で人口0人の消滅集落となっている。
- 釧路市 - 阿寒町雄別、阿寒町舌辛、音別町あけぼの、阿寒湖（湖面）、釧路港東港区、春採湖、西港、青山、音羽、安原、広里、海運、高山

### 隣接する自治体
釧路総合振興局
- 白糠郡白糠町
- 阿寒郡鶴居村
- 釧路郡釧路町
- 川上郡弟子屈町

十勝総合振興局
- 足寄郡足寄町
- 十勝郡浦幌町

オホーツク総合振興局
- 網走郡津別町

## 歴史
釧路市は「釧路市統合年表」を作成し、インターネット上で公開している。

### 沿革

#### 江戸時代
- 1600年代（寛永年間）：松前藩によりクスリ（クシュリ、久寿里）場所が置かれる[6]。
- 1799年（寛政11年）頃：釧路の厳島神社が創祀。
  - 江戸幕府が東蝦夷地を直轄したのが契機という説あり。

#### 明治
- 1869年（明治02年）：「クスリ」から「釧路」に名称を変更する。
- 1880年（明治13年）：戸長役場が置かれる。
- 1891年（明治24年）：鳥取神社が創祀。
- 1897年（明治30年）：安田炭鉱開坑する。
- 1900年（明治33年）7月10日：北海道一・二級町村制の施行により、釧路郡釧路町を設置する。
- 1901年（明治34年）：前田製紙竣工　北海道初の製紙パルプ工場が稼働する。
- 1906年（明治39年）：丸三鶴屋の前身となる丸三越後屋呉服店が開店。
- 1908年（明治41年）：石川啄木（詩人）が編集長待遇で釧路新聞社（現・北海道新聞社）勤務のため来訪。76日間滞在する。
- 1909年（明治42年）：電話開通。電気も使用可能になる。

#### 大正
- 1912年（大正元年）8月：北海道庁立釧路中学校（のちの北海道釧路湖陵高等学校）が開校。
- 1917年（大正06年）：釧路駅駅舎を現在地に移転。旧釧路駅を貨物列車専用の浜釧路駅とする。
- 1919年（大正08年）8月：北海道庁立高等女学校（のちの釧路江南高校）が開校。
- 1920年（大正09年）7月1日：釧路郡釧路町を分割し2級町村として釧路村を設置する。（北海道区制）釧路郡釧路町を廃し、その区域をもって釧路区を設置する。区章を制定する。[20]。
- 1920年（大正9年）：木村組炭礦及び三井釧路炭礦の合併により太平洋炭礦設立。
- 1922年（大正11年）8月1日：釧路区を廃し、その区域をもって釧路市を設置する。

#### 昭和（終戦まで）
- 1927年（昭和02年） - 水道を敷設し給水開始。
- 1935年（昭和10年） - タンチョウが国の天然記念物に指定される。春採台地竪穴群・モシリヤチャシ跡・鶴ヶ岱チャランケチャシ跡が国の史蹟となる。
- 1936年（昭和11年）
  - 9月27日 - 昭和天皇の市内巡幸。釧路市設グラウンドに奉迎場が設けられた[21]。
  - 10月3日 - 暴風雨により大通り（ママ）七丁目付近の崖が崩壊。直下の民家2軒を直撃して7人が死亡[22]。
- 1945年（昭和20年）7月14日 - 15日：米軍による釧路空襲で192名死亡、焼失倒壊家屋1,618戸、罹災者6,211名、負傷者273名。都心部が焼け野原となる。壊滅的な被害を受けた栄町地区は戦後一部を公園化する。停戦後、スターリンがトルーマンに「留萌と釧路を結ぶ線以北にソヴィエト赤軍を進駐させる」という提案をしたが、トルーマンは拒否した。しかし、トルーマンが8月18日に拒否した後、極東ソ連軍総司令官 A・ワシレフスキーは、第一極東方面軍司令官 K・メーレツコフに北海道北部(釧路-留萌以北)と千島列島南部を8月19日から9月1日までの間に占領するよう命令している[23]。

#### 昭和（戦後）
- 1949年（昭和24年）
- この年：北海道学芸大学釧路分校（現在の北海道教育大学釧路校）が開校。
  - 10月10日：釧路郡鳥取町を廃し、その区域を釧路市に編入する。
  - 10月10日：釧路市及び白糠郡白糠村の境界を次のとおりに変更し、その区域を釧路市に編入する。
    - 釧路郡鳥取町及び白糠郡白糠村との境界線と白糠村大字庶路村字トーパラベツ4番地の東側の番地境域線の北東隅との接合点を基点とし、同地点から南に白糠郡白糠村大字庶路村字ヤムワツカナイ1番地、同2番地、同村大字庶路村字大楽毛18番地、同27番地、同24番地と同村大字庶路村字トーパラベツ4番地、同5番地、同6番地、同34番地、同33番地、同大字庶路村字大楽毛16番地、同15番地、同36番地、同34番地、同32番地、同25番地、同村大字庶路村字庶路6番地の東北隅に至り、更に同番地の東側番地境界線に併行して、南西に延長した線に沿って太平洋に達する。
- 1952年（昭和27年）3月4日：十勝沖地震が発生。
- 1952年（昭和27年）10月：日本銀行釧路支店が開業。
- 1954年（昭和29年）
  - 8月16日：昭和天皇、香淳皇后のお召し列車が市内を行幸啓。家畜市場、市営グラウンド、聾学校を訪問[24]。
  - 8月31日：太平洋炭礦の釧路鉱業所桜ヶ丘斜坑でガス爆発事故。落盤が発生して作業員39人が死亡[25]。
- 1956年（昭和31年）6月29日：火災現場に向かう消防車が自転車を避けようとして通行人17人をはねる事故が発生。児童6人が即死、2人が重体、9人が重傷[26]。
- 1959年（昭和34年）10月：本州製紙（現在の王子製紙）釧路工場が操業開始。
- 1961年（昭和36年）
  - 7月20日：釧路空港が開港。
  - 8月1日：釧路駅が民衆駅として改築される。
- 1964年（昭和39年）：都市改造事業によりメインストリートである北大通の片側3車線化工事始まる。
- 1965年（昭和40年）10月5日 :釧路市の新富士海岸で、炊事遠足（遠足と調理実習を兼ねた学校行事）で同海岸に来ていた釧路市立共栄小学校の6年生が不発弾の爆発に巻き込まれ、4名が死亡、31名が重軽傷を負った[27]。
- 1967年（昭和42年）
  - この年：釧路スポーツセンターを開設。
  - 8月31日：太平洋炭礦でガス爆発事故。
- 1968年（昭和43年）5月16日：十勝沖地震が発生。
- 1975年（昭和50年）10月1日：釧路市動物園開園。
- 1978年（昭和53年）7月1日 - 8月20日：釧路西港埠頭にて北海道こども博覧会開催
- 1987年（昭和62年）7月：釧路湿原が28番目の国立公園となる。
- 1988年（昭和63年）4月：釧路公立大学開学。

#### 平成
- 1989年（平成元年）7月14日：釧路フィッシャーマンズワーフMOOが開業。
- 1993年（平成05年）
  - 1月15日：釧路沖地震発生。
  - 5月：釧路市観光国際交流センター開設。
- 1994年（平成06年）10月4日 - 1994年北海道東方沖地震が発生。
- 2001年（平成13年）
  - この年：釧路川の名称が34年ぶりに復活。
  - 12月7日：太平洋炭礦が閉山を提案。
  - 12月23日：太平洋炭礦を引き継ぐ新会社、釧路コールマイン設立。
- 2002年（平成14年）
  - 1月30日：太平洋炭礦閉山。82年の歴史に幕を下ろし、釧路コールマインが引き継ぐ。
  - 11月4日：釧路町長選での公選法違反容疑で綿貫健輔市長（当時）と幹部2人を逮捕。
- 2003年（平成15年）9月26日：2003年十勝沖地震が発生、幸町で震度5強を観測。釧路空港が一時使用不能となる。
- 2004年（平成16年）1月：釧路市、阿寒町、白糠町、音別町の4市町による合併協議から白糠町が脱退。
- 2005年（平成17年）10月11日：釧路市、阿寒郡阿寒町及び白糠郡音別町を廃し、その区域をもって釧路市を設置する。議会には合併特例法による在任特例を適用。三の市町の長は失職し、16日に公示された釧路市長選挙で釧路市長（1922年 - 2005年）が無投票当選した。
- 2011年（平成23年）3月11日：東北地方太平洋沖地震が発生、音別町と阿寒湖畔で震度4、幸町で震度3を観測。津波（最大2.1m）が釧路川を遡上し、市内各地で浸水被害が発生[28][29]。
- 2016年（平成28年）3月12日：釧路外環状道路（釧路西IC・釧路東IC間）が開通。

### 釧路市（1922年 - 2005年）
現在の釧路市は、2005年に設置された市であり、1922年に設置された釧路市とは、同一の名称でありながら異なる法人格を持つ別の市である。

## 政治

### 行政

#### 市長
歴代市長
| 代                                        | 氏名                                      | 就任日                                    | 退任日                                    | 備考                                      |
| 歴代官選（旧）釧路市長（1922年 - 1947年） | 歴代官選（旧）釧路市長（1922年 - 1947年） | 歴代官選（旧）釧路市長（1922年 - 1947年） | 歴代官選（旧）釧路市長（1922年 - 1947年） | 歴代官選（旧）釧路市長（1922年 - 1947年） |
| 官選                                      | 官選                                      | 官選                                      | 官選                                      | 官選                                      |
| ----------------------------------------- | ----------------------------------------- | ----------------------------------------- | ----------------------------------------- | ----------------------------------------- |
| 1                                         | 二木千年                                  | 1923年（大正12年）2月3日                  | 1925年（大正14年）9月17日                 |                                           |
| 2                                         | 岡本佃                                    | 1926年（大正15年）1月20日                 | 1927年（昭和2年）6月7日                   |                                           |
| 3                                         | 酒井隆吉                                  | 1927年（昭和2年）8月16日                  | 1928年（昭和3年）7月13日                  |                                           |
| 4                                         | 佐藤国司                                  | 1928年（昭和3年）8月16日                  | 1932年（昭和7年）8月15日                  |                                           |
| 5                                         | 茅野満明                                  | 1932年（昭和7年）8月16日                  | 1936年（昭和11年）8月15日                 |                                           |
| 6                                         | 佐藤国司                                  | 1936年（昭和11年）8月16日                 | 1940年（昭和15年）8月15日                 |                                           |
| 7                                         | 臼井拾                                    | 1940年（昭和15年）8月16日                 | 1944年（昭和19年）8月15日                 |                                           |
| 8                                         | 佐藤国司                                  | 1944年（昭和19年）8月16日                 | 1946年（昭和21年）6月14日                 |                                           |
| 9                                         | 菊地三之助                                | 1946年（昭和21年）7月18日                 | 1947年（昭和22年）4月4日                  |                                           |
| 歴代公選（旧）釧路市長（1947年 - 2005年） |                                           |                                           |                                           |                                           |
| 10 - 12                                   | 佐熊宏平                                  | 1947年（昭和22年）4月5日                  | 1957年（昭和32年）11月9日                 |                                           |
| 13 - 14                                   | 山本武雄                                  | 1957年（昭和32年）11月10日                | 1965年（昭和40年）11月9日                 |                                           |
| 15 - 17                                   | 山口哲夫                                  | 1965年（昭和40年）11月10日                | 1977年（昭和52年）11月9日                 |                                           |
| 18 - 22                                   | 鰐淵俊之                                  | 1977年（昭和52年）11月10日                | 1996年（平成8年）10月8日                  |                                           |
| 23 - 24                                   | 綿貫健輔                                  | 1996年（平成8年）11月17日                 | 2002年（平成14年）11月6日                 |                                           |
| 25                                        | 伊東良孝                                  | 2002年（平成14年）12月16日                | 2005年（平成17年）10月10日                |                                           |
| 歴代公選（新）釧路市長（2005年 - ）       |                                           |                                           |                                           |                                           |
| 1                                         | 伊東良孝                                  | 2005年（平成17年）10月24日                | 2008年（平成20年）10月2日                 |                                           |
| 2 - 5                                     | 蝦名大也                                  | 2008年（平成20年）11月2日                 | 2024年（令和6年）11月1日                  |                                           |
| 6                                         | 鶴間秀典                                  | 2024年（令和6年）11月2日                  |                                           | 現職                                      |

#### 福祉
釧路市には65歳以上の高齢者が53,318人いるが（2016年3月31日現在）、市立老人福祉施設及び市立特別養護老人ホームの施設数は0である。また市立児童福祉施設の数は9施設がある。

#### 財政
財政状況
- 住基人口 174,518人、世帯数94,793世帯。（2017年1月1日現在）[33]
- 標準財政規模 492億4,772万8千円（平成22年度）
- 財政力指数 Ⅳ-1類 0.449（平成28年度までの3年平均）[34]
- 経常収支比率 92.1%（平成27年度）- 類似団体平均を上回り、財政状況が硬直傾向にある[34]
- 実質収支比率 0.8%（平成22年度）（類似団体平均3.7%）
- 実質単年度収支 14億2,971万1千円（平成27年度）[34]
- 地方債現在高 1,287億6,853万3千円（平成26年度末現在高）[34]
- 普通会計歳入総額 983億7,248万3千円（平成27年度）[34]
  - 地方税 207億1,711万5千円（平成27年度）[34]
  - 地方交付税 252億3,146万7千円（平成27年度）[34]
  - 地方債 115億4,643万8千円（平成27年度）[34]
- 普通会計歳出総額 965億3,951万4千円（平成27年度）※予算規模が1千億未満まで縮小[34]
  - 人件費 125億6,199万9千円（平成27年度）[34]
  - 扶助費 269億8,012万6千円（平成27年度）[34]
  - 公債費 125億9,161万7千円（平成27年度）[34]

積立金現在高の状況（平成27年度）
- 財政調整基金 0円
- 減債基金 5,900,754円（平成27年度末現在高）
- その他特定目的基金 3,662,750円（平成27年度末現在高）
合計 9,563,504円（平成27年度末現在高）

職員数定員（平成28年4月1日現在）
- 一般職員 1,009人、教育公務員 65人、消防職員 315人、臨時職員 0人 一般職員等合計（実数）2,547人（条例定員）2,616人[35]
- 職員1人当たり人口 69.33人（実数職員比）[35]
- ラスパイレス指数 99.9（平成28年）※平成24年の103.8が上昇ピーク[35]

財政指標
健全化判断比率
- 実質赤字比率 －%（平成27年度）（黒字算定）
- 連結実質赤字比率 －%（平成27年度）（黒字算定）
- 実質公債費比率 11.6%（平成27年度）※早期健全化基準25以上
- 将来負担比率 119.9%（平成27年度）※早期健全化基準350以上

資金不足比率
- 公設地方卸売市場事業会計 113.9%（平成22年度）〜 経営健全化団体（H20決算〜：ピーク時450.3%）となる
- 市設魚揚場事業会計 2,503.2%（平成22年度）〜 経営健全化団体（H20決算〜：ピーク時3,320.5%）となる
- （その他の公営企業会計は資金不足額がなく、比率が算定されず）

出資団体
市が出資している法人は、2017年1月1日現在、以下の9法人がある。
- 釧路西港開発埠頭株式会社（12,500千円）港湾施設管理
- 株式会社釧路河畔開発公社（5,662千円）フィッシャーマンズワーフの運営
- 株式会社釧路水産団地公社（17,000千円）団地の汚水処理
- 公益財団法人北斗霊園　（20,000千円）墓園経営
- 株式会社釧路熱供給公社　（60,000千円）熱供給事業
- 株式会社阿寒町観光振興公社（5,250千円）道の駅阿寒丹頂の里等運営
- 一般社団法人音別町農業振興公社（6,000千円）共同牧場・農業機械管理
- 株式会社釧路広域振興公社（50,000千円）不動産管理・委託事業執行
- 公益財団法人釧路根室圏産業技術振興センター　（20,000千円）釧路工業技術センター の運営

#### 都市宣言
主な都市宣言。
- 1989年（平成元年）6月1日 スポーツ都市宣言
- 1993年（平成5年）5月8日 生涯学習都市宣言
- 1999年（平成11年）9月15日 高齢者福祉宣言
- 2006年（平成18年）4月1日 自然の番人宣言[38]
- 2006年（平成18年）8月15日 核兵器廃絶平和都市宣言[39]
- 2009年（平成21年）12月11日 定住自立圏中心市宣言[40]

### 議会
釧路市は55年体制期を通じて社会党の強力な地盤であり、釧路市議選においても1961年から1993年まで8回連続で自民党を上回る当選者を出し続けた。

#### 市議会
条例定数は28名（2008年12月12日制定）。議長は松永征明（2019年5月9日就任、通算就任任期1回、当選回数5回、自民市政クラブ）。2019年5月10日時点での会派構成は以下の通り（任期 2023年4月30日）。
| 会派名           | 議席数 | 所属党派                          |
| ---------------- | ------ | --------------------------------- |
| 自民市政クラブ   | 9      | 自由民主党                        |
| 市民連合議員団   | 6      | 立憲民主党4・社会民主党1・無所属1 |
| 公明党議員団     | 4      | 公明党                            |
| 日本共産党議員団 | 4      | 日本共産党                        |
| 釧路に新しい風   | 2      | 無所属                            |
| 新創クラブ       | 2      | 新党大地・無所属                  |

#### 道議会
北海道議会（釧路市選挙区）
- 定数：4名
- 任期：2019年（令和元年）5月14日 - 2023年（令和5年）5月13日

| 議員名   | 会派名                               | 備考 |
| -------- | ------------------------------------ | ---- |
| 小畑保則 | 自由民主党・道民会議北海道議会議員会 |      |
| 田中英樹 | 北海道議会公明党議員団               |      |
| 笠井龍司 | 自由民主党・道民会議北海道議会議員会 |      |
| 壬生勝則 | 北海道議会民主・道民連合議員会       |      |

#### 衆議院
- 任期 ： 2017年（平成29年）10月22日 - 2021年（令和3年）10月21日（「第48回衆議院議員総選挙」参照）

| 選挙区                                                            | 議員名   | 党派名     | 当選回数 | 備考   |
| ----------------------------------------------------------------- | -------- | ---------- | -------- | ------ |
| 北海道第7区（釧路市、根室市、釧路総合振興局管内、根室振興局管内） | 伊東良孝 | 自由民主党 | 4        | 選挙区 |

## 国家機関

### 警察庁
- 北海道警察情報通信部釧路方面情報通信部

### 総務省
- 北海道管区行政評価局釧路行政監視行政相談センター

### 法務省
- 釧路地方法務局
- 釧路保護観察所
- 帯広刑務所釧路刑務支所
- 札幌少年鑑別所釧路少年鑑別支所

出入国在留管理庁
- 札幌出入国在留管理局釧路港出張所

公安調査庁
- 北海道公安調査局釧路公安調査事務所

検察庁
- 釧路地方検察庁
- 釧路区検察庁

### 財務省
- 北海道財務局釧路財務事務所
- 函館税関釧路税関支署

国税庁
- 札幌国税局釧路税務署

### 経済産業省
- 北海道産業保安監督部釧路産業保安監督署

### 厚生労働省
- 北海道労働局
  - 釧路公共職業安定所（ハローワーク釧路）
  - 釧路労働基準監督署
- 小樽検疫所釧路出張所

### 農林水産省
- 北海道農政事務所釧路地域拠点
- 横浜植物防疫所札幌支所釧路出張所

林野庁
- 北海道森林管理局根釧西部森林管理署
- 北海道森林管理局釧路湿原森林ふれあい推進センター

### 国土交通省
- 北海道運輸局釧路運輸支局
- 北海道開発局釧路開発建設部
- 東京航空局釧路空港事務所

気象庁
- 札幌管区気象台釧路地方気象台
- 新千歳航空測候所釧路航空気象観測所

海上保安庁
- 第一管区海上保安本部
  - 釧路海上保安部
  - 釧路航空基地

### 環境省
- 北海道地方環境事務所
  - 釧路自然環境事務所
  - 阿寒湖自然保護官事務所
  - 釧路湿原自然保護官事務所
- 釧路湿原野生生物保護センター
  - 猛禽類医学研究所

### 防衛省
- 自衛隊帯広地方協力本部釧路出張所
- 陸上自衛隊第5旅団釧路駐屯地（第27普通科連隊他）

### 裁判所
- 釧路地方裁判所
- 釧路家庭裁判所
- 釧路簡易裁判所
- 釧路検察審査会
- 釧路弁護士会

## 施設

### 警察
本部
- 北海道警察釧路方面本部

警察署
- 釧路警察署

### 消防
本部
- 釧路市消防本部

消防署
- 中央消防署
- 西消防署

### 医療
道東地方は、住民あたりの医師数は国内でもっとも少ない地域である。道東の医療拠点である釧路市も同様に医師、医療関係者が慢性的に不足し地域医療が十分に機能していない。釧路市は過去に国立医科大学誘致に失敗した。
主な病院
- 市立釧路総合病院
- 釧路赤十字病院
- 釧路労災病院
- 釧路孝仁会記念病院

### 郵便局
- 釧路中央郵便局（集配局・ゆうちょ銀行釧路店併設）
- 釧路西郵便局（集配局）
- 阿寒湖郵便局（集配局）
- 阿寒郵便局（集配局）
- 音別郵便局（集配局）

- イオンモール釧路昭和内郵便局
- 大楽毛郵便局
- 釧路愛国西郵便局
- 釧路愛国郵便局
- 釧路芦野郵便局
- 釧路駅前郵便局
- 釧路大町郵便局
- 釧路貝塚郵便局
- 釧路春日郵便局
- 釧路川上郵便局
- 釧路北大通六郵便局
- 釧路桜ヶ岡五郵便局
- 釧路桜ヶ岡郵便局
- 釧路昭和郵便局
- 釧路白樺台郵便局
- 釧路新栄郵便局
- 釧路新川郵便局
- 釧路新富士郵便局
- 釧路住吉郵便局
- 釧路鶴ヶ岱郵便局
- 釧路鳥取郵便局
- 釧路豊川郵便局
- 釧路浪花郵便局
- 釧路富士見郵便局
- 釧路星が浦郵便局
- 釧路望洋郵便局
- 釧路松浦郵便局
- 釧路南大通郵便局
- 釧路美原郵便局
- 釧路武佐郵便局
- 釧路若草郵便局
- フィッシャーマンズワーフ郵便局
- 布伏内郵便局
- 仁々志別簡易郵便局

### 文化施設
- 釧路市立博物館
- 北海道立釧路芸術館

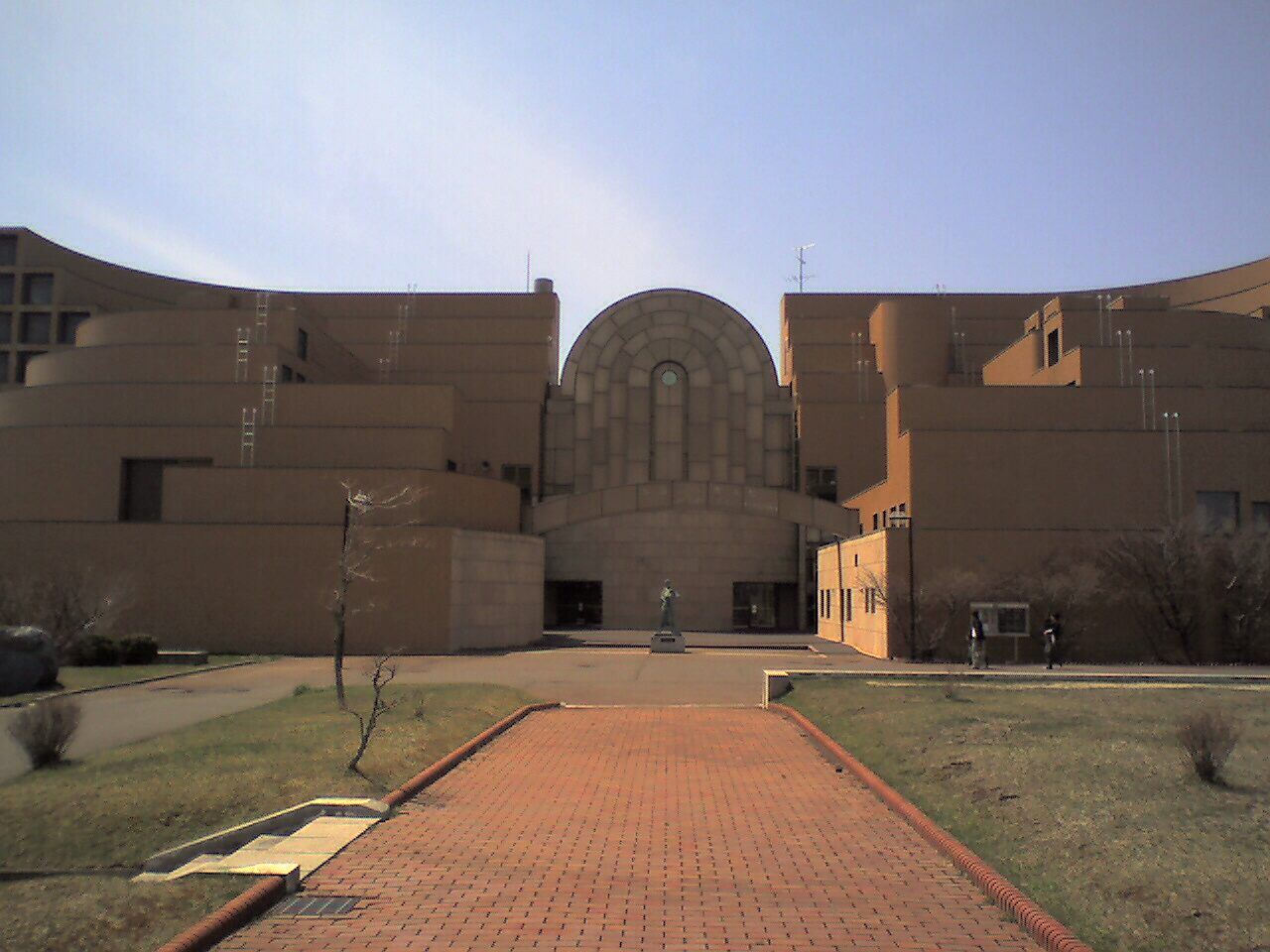
釧路市立博物館

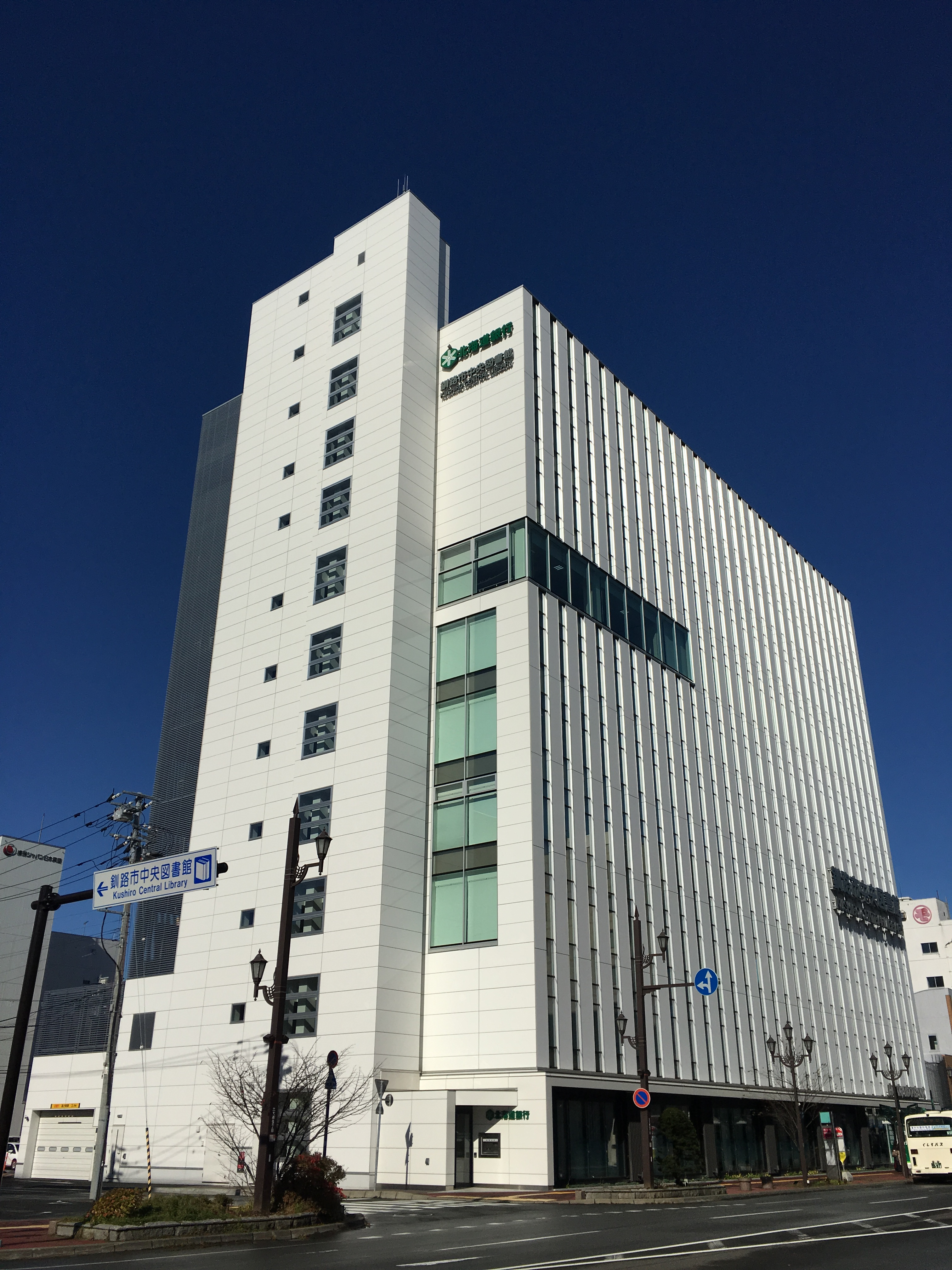
釧路市中央図書館

- 釧路市立美術館 - 「まなぼっと幣舞」内に開館。
- 釧路市こども遊学館
- 釧路市図書館
  - 釧路市中央図書館  - 基幹施設。
  - 阿寒町公民館図書室
  - 音別町ふれあい図書館
  - コア鳥取図書室
  - コア大空図書室
  - コアかがやき図書室
- 釧路公立大学附属図書館
- 北海道教育大学附属図書館釧路館

### 文化交流・ホール施設
- 釧路市観光国際交流センター
- 釧路市民文化会館
- まなぼっと幣舞
- 釧路市民活動センターわっと
- 釧路市交流プラザさいわい
- 阿寒町行政センター
- 音別町体験学習センター こころみ

### 運動施設
- 釧路根室圏総合体育館 湿原の風アリーナ釧路
- 釧路市大規模運動公園
  - 釧路市民球場、釧路市民球場附属球場、ソフトボール場
  - 釧路市民サッカー場、釧路市民陸上競技場および附属競技場、市民テニスコート、ゲートボール場
- 新釧路川緑地内施設
  - 野球場、河畔サッカー場、新釧路川右岸パークゴルフ場、新釧路川右岸パークゴルフ場、河畔ラグビー場
- 釧路市釧路アイスアリーナ
- 釧路市柳町パークゴルフ場
- 釧路市柳町スピードスケート場（4月下旬 - 9月は釧路市柳町ローラースケートコース）
- 釧路市柳町アイスホッケー場
- 鳥取ドーム
- 鳥取10号公園パークゴルフ場
- 青雲台体育館
- 釧路市春採アイスアリーナ
- 釧路市富士見球場（旧名称:釧路市営球場）
- 鶴ヶ岱公園
  - 鶴ヶ岱武道館、釧路市鶴ヶ岱相撲場
- 大進スケートセンター
- 釧路市河畔パークゴルフ場
- 阿寒町総合運動公園
  - 阿寒町総合運動公園野球場、多目的広場、多種目競技広場、阿寒町運動公園パークゴルフ場
- 阿寒湖畔スポーツ広場
  - トレーニングセンター、阿寒湖畔スポーツ広場（スケートリンク）
- 音別町森林体験交流センター テイクル80
  - 屋内バレーボール場、テニスコート
- 音別町野球場
- 音別町運動公園
- 音別町パークゴルフ場
- 音別町スケートリンク

## 対外関係

### 姉妹都市･提携都市

#### 海外
姉妹都市
- バーナビー市（カナダ連邦 ブリティッシュコロンビア州）
1965年（昭和40年）締結。- 都市の規模や形態が似ているという縁による。
- ホルムスク市（ロシア連邦 サハリン州）
1975年（昭和50年）締結。- 主要産業（紙、パルプ、港湾）が似ていることや、戦前は「真岡町」と言う名前だったこともあり日系人が多いという縁による。

港湾友好都市
- ペトロパブロフスク・カムチャツキー市（ロシア連邦 カムチャツカ地方）
1998年（平成10年）締結。- 水産業を基幹産業にする縁による。

#### 国内
姉妹都市
- 湯沢市（東北地方 秋田県）
1963年（昭和38年）10月4日 - 姉妹都市締結[42]。湯沢市出身の移住者が多かったという歴史による。
- 鳥取市（中国地方 鳥取県）
1963年（昭和38年）10月4日 - 姉妹都市締結[42]。旧鳥取藩士族が釧路市鳥取地区に入植した歴史による。
- 岡山市（中国地方 岡山県）
1980年（昭和55年）10月9日 - 観光交流都市締結[42]。岡山市は庭園後楽園でタンチョウを飼育しており、ともにタンチョウをシンボルとする関係。

提携都市
- 八千代市（関東地方 千葉県）
1982年（昭和57年） - 友好都市締結[42]。両市ともブロンズ像のある橋を持つという関係。
- 出水市（九州地方 鹿児島県）
1989年（平成元年）8月22日 - 友好都市締結[42]。ナベヅル生息地であり、鶴生息地同士という関係。
- 都留市（中部地方 山梨県）
1992年（平成4年）9月1日 - 友好都市締結[42]。戦後の一時期に釧路市で創作活動を行なった洋画家・増田誠が都留市出身であることから。
- 那賀町（四国地方 徳島県 那賀郡）
2006年（平成18年）9月2日 - 友好都市締結[42]。旧音別町と旧鷲敷町が締結していた提携を新自治体同士で再度行ったもの。旧鷲敷町には大塚製薬、旧音別町には大塚食品・大塚製薬工場と、ともに大塚ホールディングスグループの工場がある縁による。
- 松茂町（四国地方 徳島県 板野郡）
2023年（令和5年）2月21日 - 友好都市締結[要出典]。両市町ともに大塚製薬工場が立地している縁による。

### 姉妹港･提携港
- スワード港（アメリカ）
1982年（昭和57年）締結。
- ニューオリンズ港（アメリカ）
1984年（昭和59年）締結。

### 姉妹湿地
- ハンター河口湿地（オーストラリア連邦 ニューサウスウェールズ州）
1994年（平成6年）締結。釧路西高校野外科学部によるオオジシギの研究報告書がオーストラリア政府に寄贈された縁で、釧路地方周辺湿地（繁殖地）と越冬地同士で提携。

### 国際機関

#### 国際連合機関
- 釧路国際ウェットランドセンター(KIWC)事務局

#### 領事館
名誉領事館
- 在釧路ベトナム社会主義共和国名誉領事館（管轄区域は北海道全域）
- 在釧路ミクロネシア連邦名誉領事館（管轄区域は北海道全域）

## 経済

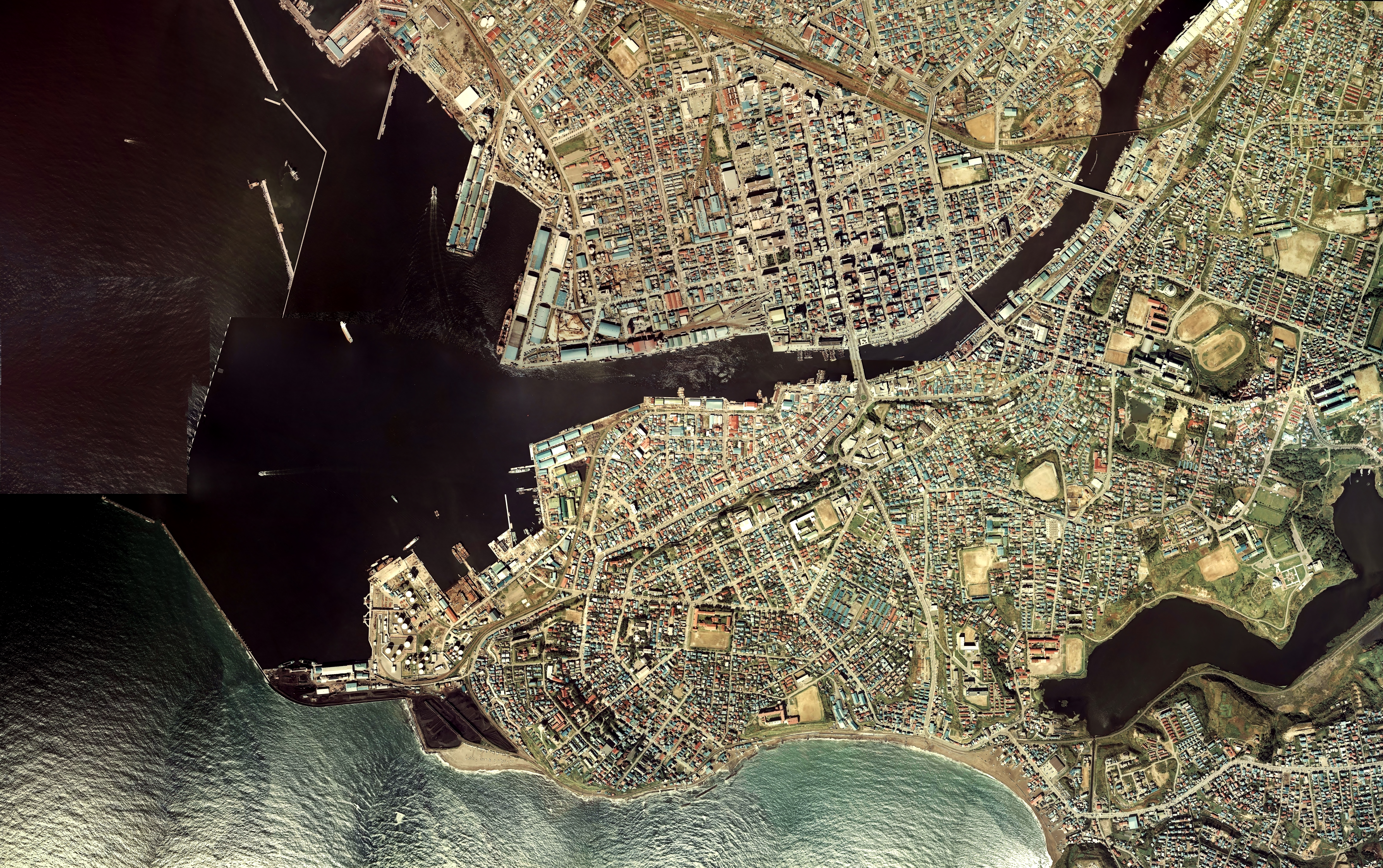
釧路市中心部と釧路港（東港区）周辺の空中写真。釧路は港町として発展した。1977年撮影の11枚を合成作成。
。

市内総生産ではサービス業、卸売・小売業、不動産業や公共サービスなどの第三次産業が6割以上を占める。製造業も北海道の中では特徴があり、製紙・パルプが市内製造品出荷額の35パーセントを占めるほか、食料品26.3パーセント、化学工業17.4パーセント、飲料・たばこ・飼料12.2パーセントと続く。また2017年現在、日本で唯一石炭を坑内掘りで採掘している。

### 第一次産業

#### 漁業
漁業ではスケソウダラ、マダラ、サンマ、イカは北海道有数の規模で、1991年まで13年連続で全国1位の水揚量を記録していた。しかし2000年以降は3位 - 12位の間を推移し、道内でも根室港に1位の座を明け渡すこともあった。
農協･漁協
- 阿寒農業協同組合（JA阿寒）
- 釧路丹頂農業協同組合（JAくしろ丹頂）音別支所
- 釧路市漁業協同組合
- 阿寒湖漁業協同組合
- 釧路機船漁業協同組合
- 釧路市東部漁業協同組合
- 北海道農業共済組合（NOSAI北海道）阿寒釧路家畜診療所

### 第二次産業
明治初期に（安田、三井、三菱、明治）財閥によって石炭、硫黄、木材、農水産物の積出港として一大物流拠点を形成し、その後資源依存型製造業が発達し都市が発展した。
大規模な港湾を有し、外港としての役割が大きい。また、大韓民国釜山、中国大連、中国青島との間に国際定期コンテナ航路が開かれ、北海道最大の穀物国際物流拠点となっている。

#### 製造業
- 工業団地
  - 釧路白糠工業団地
  - 西港臨海工業団地
  - 釧路益浦軽工業団地
  - 釧路愛国ソフトパーク

#### エネルギー産業
釧路市、白糠町全域が釧路・白糠次世代エネルギー特区に指定され、ジメチルエーテルの研究・供給拠点の集積を図っていた。夏涼しく冬期間晴れの日が続くという気候を活かし国内有数の太陽光発電所集積地である。

### 第三次産業
釧路湿原国立公園、阿寒摩周国立公園への入口であり、国土交通省の国際会議観光都市として充実した国際級のコンベンション施設を有し、国連環境会議、第一回日中韓観光大臣会合等、数次の国際会議の開催実績がある。

#### 商業
主な商業施設
近距離に隣接する別自治体である釧路町（旧セチリ太地区）商業施設も参照の事。
ショッピングセンター（大規模小売店舗）
- イオン北海道（イオングループ）
  - イオンモール釧路昭和
- 釧路河畔開発公社
  - 釧路フィッシャーマンズワーフMOO

スーパーマーケット
- フクハラ（アークスグループ）
  - スーパーアークス鳥取大通店（旧・十條サービスセンター → ビッグハウス釧路店）
  - ビッグハウス旭町店
  - ぴあざフクハラ星が浦店
  - フクハラ中園店
  - フクハラ公立大前店
  - フクハラ武佐店
  - フクハラ春日店
  - フクハラ昭和店
  - フクハラ愛国店
  - フクハラ春採店
- 生活協同組合コープさっぽろ釧路地区
  - 星が浦店
  - 貝塚店
  - 新橋大通店
  - 春採店
  - 桜ヶ岡店
  - 中央店
- トライアルカンパニー
  - スーパーセンタートライアル川端店
  - スーパーセンタートライアル益浦店
- イオン北海道（イオングループ）
  - ザ・ビッグ川北店
  - ザ・ビッグ文苑店
  - ザ・ビッグ川北店
  - ザ・ビッグ鳥取大通店
- 相長センター
  - 芦野店
  - 星が浦店
- スーパーヒロセ睦店

- 商店街（設立年）
  - 釧路第一商店街振興組合（1974年）
  - 釧路市共栄大通商店街振興組合（1975年）
  - 釧路城山商店街振興組合（1990年）
  - 釧路桜ヶ岡商店街振興組合（1991年）
  - 釧路駅西商店街振興組合（1994年）
  - 釧路市新橋大通商店街振興組合（1999年）
  - くしろ北大通商店街振興組合（2010年）

宿泊施設
釧路駅から釧路川までの北大通周辺にビジネスホテル等が密集している。
- 釧路プリンスホテル
- ANAクラウンプラザホテル釧路

#### 物流
- 三ツ輪運輸 本社
- ヤマト運輸 道東主管支店
  - 釧路昭和センター
  - 釧路西センター
  - 阿寒センター
  - 釧路東センター
  - 釧路愛国センター（釧路町）
  - 釧路城山センター
  - 釧路中央センター
  - 釧路春採センター
  - 白糠センター（白糠町）
  - 釧路ロジスティクスセンター
- 佐川急便 釧路営業所
- 日本通運（アロー便）釧路支店

### 金融機関
釧路市内に本支店等を置く金融機関は以下のとおり。
- 日本銀行
- 日本政策投資銀行
- 日本政策金融公庫
- 北海道労働金庫
- みずほ銀行
- 北海道銀行
- 北洋銀行
- 北陸銀行
- ゆうちょ銀行
- 釧路信用金庫
- 大地みらい信用金庫
- 北見信用金庫
- 網走信用金庫
- 釧路信用組合
- ウリ信用組合
- 野村證券
- 大和証券

### 釧路市に拠点を置く主な企業
釧路を発祥とし全国展開を行う主な企業として、DCMホーマック（東証一部）、あらた（東証一部）、太平洋興発（旧 太平洋炭礦、東証一部）などが挙げられるが、いずれの企業も本社を他地域に移転している。
- 釧路コールマイン本社
- 日本製紙釧路エネルギー釧路事業所　(日本製紙釧路工場より移管。)
- 王子マテリア 釧路工場
- 王子コンテナー釧路工場
- 中部飼料釧路工場
- エコパワーJP 釧路音別太陽光発電所 本社　釧路市　資本金12億2,250万円
- スパークスエナジー
- ENEOS釧路LNGターミナル
- 荒川化学工業 釧路工場
- マルハニチロ北日本 釧路工場　本社　釧路市
- 全国酪農飼料 北海道支店・釧路工場
- 日洋フレッシュ釧路工場
- ユアサ木材
- よつ葉乳業 根釧工場
- 大塚製薬工場 釧路工場
- 大塚食品 釧路工場
- 釧路製作所　本社工場 本社　釧路市
- 積水化成品北海道 釧路工場・釧路営業所
- 北日本広告社本社
- 三ッ輪運輸
  - 三ッ輪商会
- 栗林商船釧路支社
- 太平洋設備 本社
- 東光薬品工業 釧路工場

### 釧路市に拠点を置く主な団体
- 北海道建築士会釧路支部（建築士法に基づき設置された団体）
- 北海道建築事務所協会釧路支部（建築士法に基づき設置された団体）
- 釧路弁護士会（弁護士法に基づき設置された団体）
- 釧路商工会議所(商工会議所法に基づき設置された団体)

## 情報･通信

### マスメディア

#### 新聞

##### 現在
- 読売新聞釧路支局
- 毎日新聞釧路支局
- 朝日新聞釧路支局
- 釧路新聞社
- 北海道新聞釧路支社　道新総合印刷釧路工場
- 週刊住宅新聞社特派員駐在 - 現・週刊住宅タイムズ

##### 過去
- 日本経済新聞釧路支局 - 2020年3月31日に閉鎖[46]

#### 通信社
- 共同通信社釧路支局
- 時事通信社釧路支局

#### 放送局
テレビ
- NHK釧路放送局 - 1959年12月28日開局
- 北海道放送釧路放送局 - 1962年5月開局
- 札幌テレビ放送釧路放送局 - 1962年8月開局
- 北海道テレビ放送釧路支社 - 1969年11月28日開局
- 北海道文化放送釧路支社 - 1972年10月開局
- テレビ北海道 - 2011年8月26日開局（送信所のみ）
- 釧路ケーブルテレビ - 1992年4月1日開局

ラジオ
- NHK-FM放送 - 1965年2月5日開局（ステレオ放送開始は1977年）
- AIR-G'（エフエム北海道）- 1990年9月15日開局
- NORTH WAVE（エフエム・ノースウェーブ） - 1993年11月開局
- FMくしろ - 1994年11月1日開局
- NHKラジオ第1放送釧路放送局 - 1938年2月26日開局
- NHKラジオ第2放送釧路放送局 - 1950年4月25日開局
- HBCラジオ釧路放送局（JOQL） - 1956年10月16日開局
- STVラジオ釧路放送局（JOWS） - 1976年11月開局（テレビ放送よりも後の開局だった）

## 教育

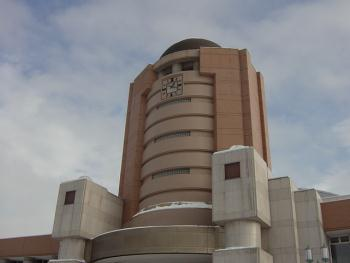
釧路公立大学

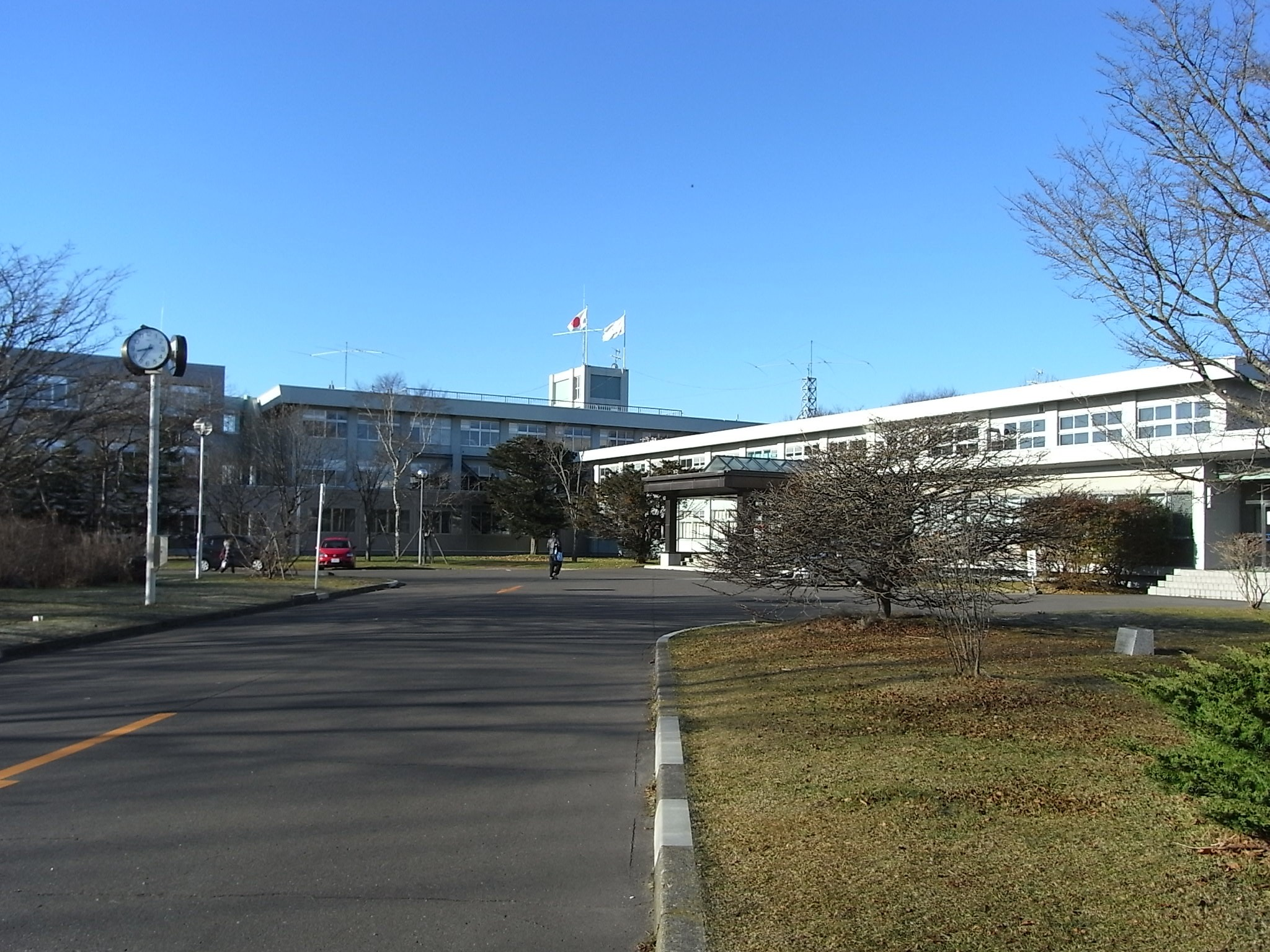
釧路工業高等専門学校

### 大学
国立
- 北海道教育大学釧路校

公立
- 釧路公立大学

### 短期大学
私立
- 釧路短期大学

### 高等専門学校
国立（独立行政法人国立高等専門学校機構）
- 釧路工業高等専門学校

### 専修学校
- くしろ専門学校
- 釧路経営経理専門学校
- 釧路市医師会看護専門学校
- 釧路市立高等看護学院
- 釧路労災看護専門学校
- 釧路理容美容専門学校（旧 道東ヘアメイク専門学校）
- 釧路孝仁会看護専門学校

### 高等学校
道立
- 北海道釧路湖陵高等学校
- 北海道釧路江南高等学校
- 北海道釧路商業高等学校
- 北海道釧路工業高等学校
- 北海道釧路明輝高等学校
- 北海道阿寒高等学校

市立
- 北海道釧路北陽高等学校

私立
- 武修館高等学校

通信
- 池上学院高等学校釧路キャンパス
- クラーク記念国際高等学校釧路キャンパス

### 義務教育学校
国立
- 北海道教育大学附属釧路義務教育学校

市立
- 釧路市立阿寒湖義務教育学校[47]

### 中学校
市立
- 釧路市立幣舞中学校
- 釧路市立北中学校
- 釧路市立春採中学校
- 釧路市立鳥取中学校
- 釧路市立共栄中学校
- 釧路市立景雲中学校
- 釧路市立青陵中学校
- 釧路市立大楽毛中学校
- 釧路市立桜が丘中学校
- 釧路市立美原中学校
- 釧路市立鳥取西中学校
- 釧路市立阿寒中学校
- 釧路市立音別中学校

### 小学校
市立
- 釧路市立釧路小学校
- 釧路市立中央小学校
- 釧路市立城山小学校
- 釧路市立湖畔小学校
- 釧路市立桜が丘小学校
- 釧路市立鳥取小学校
- 釧路市立共栄小学校
- 釧路市立青葉小学校
- 釧路市立朝陽小学校
- 釧路市立光陽小学校
- 釧路市立大楽毛小学校
- 釧路市立清明小学校
- 釧路市立新陽小学校
- 釧路市立東雲小学校
- 釧路市立愛国小学校
- 釧路市立鳥取西小学校
- 釧路市立武佐小学校
- 釧路市立美原小学校
- 釧路市立昭和小学校
- 釧路市立興津小学校
- 釧路市立鶴野小学校
- 釧路市立芦野小学校
- 釧路市立阿寒小学校
- 釧路市立音別小学校

### 小中学校（特認校）
市立
- 釧路市立山花小中学校

### 特別支援学校
- 北海道釧路養護学校
- 北海道釧路鶴野支援学校

### 学校教育以外の施設
- 北海道立釧路高等技術専門学院（職業能力開発促進法に基づく職業能力開発校）
- 北海道警察学校釧路分校

## 交通

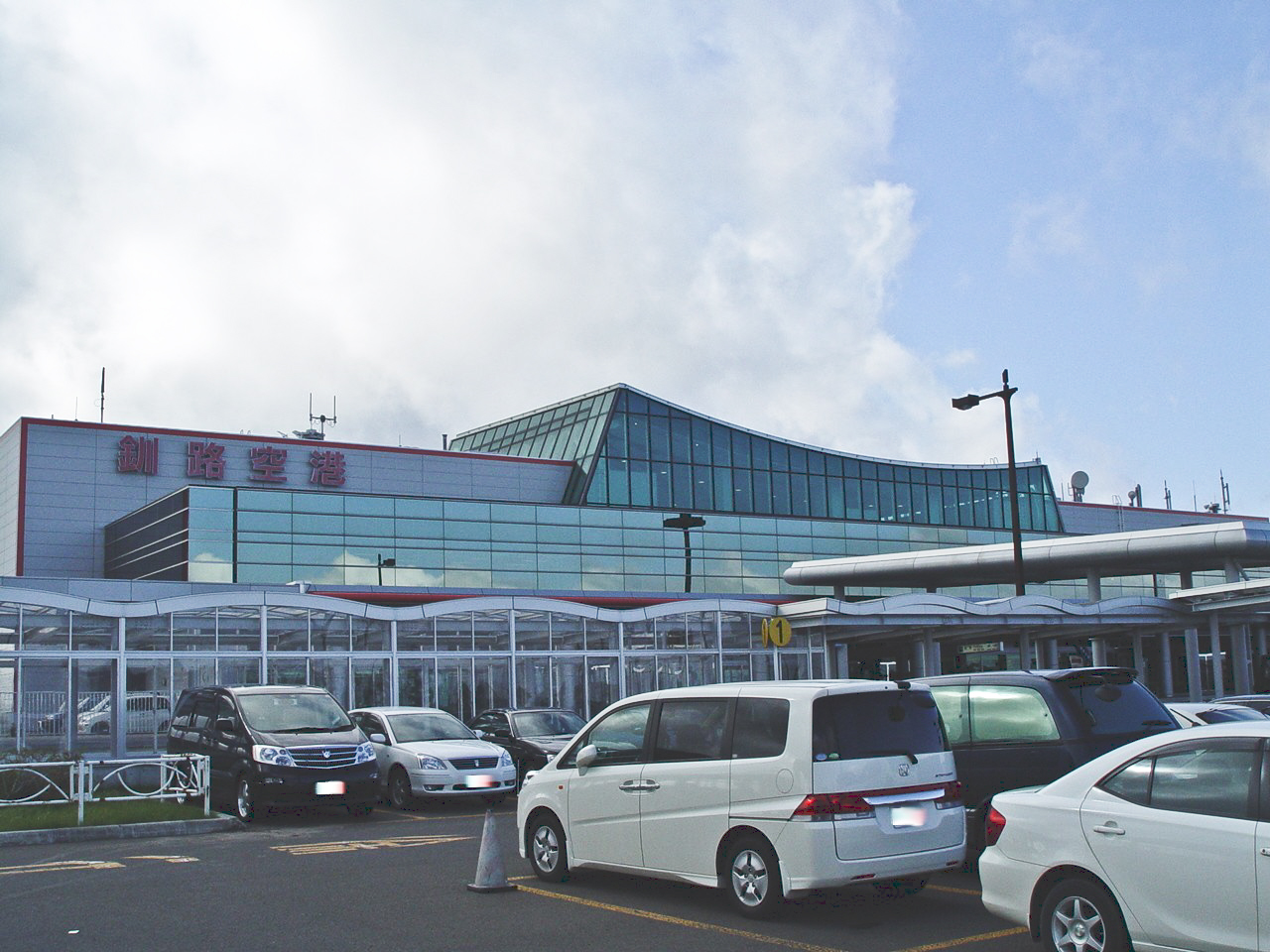
釧路空港

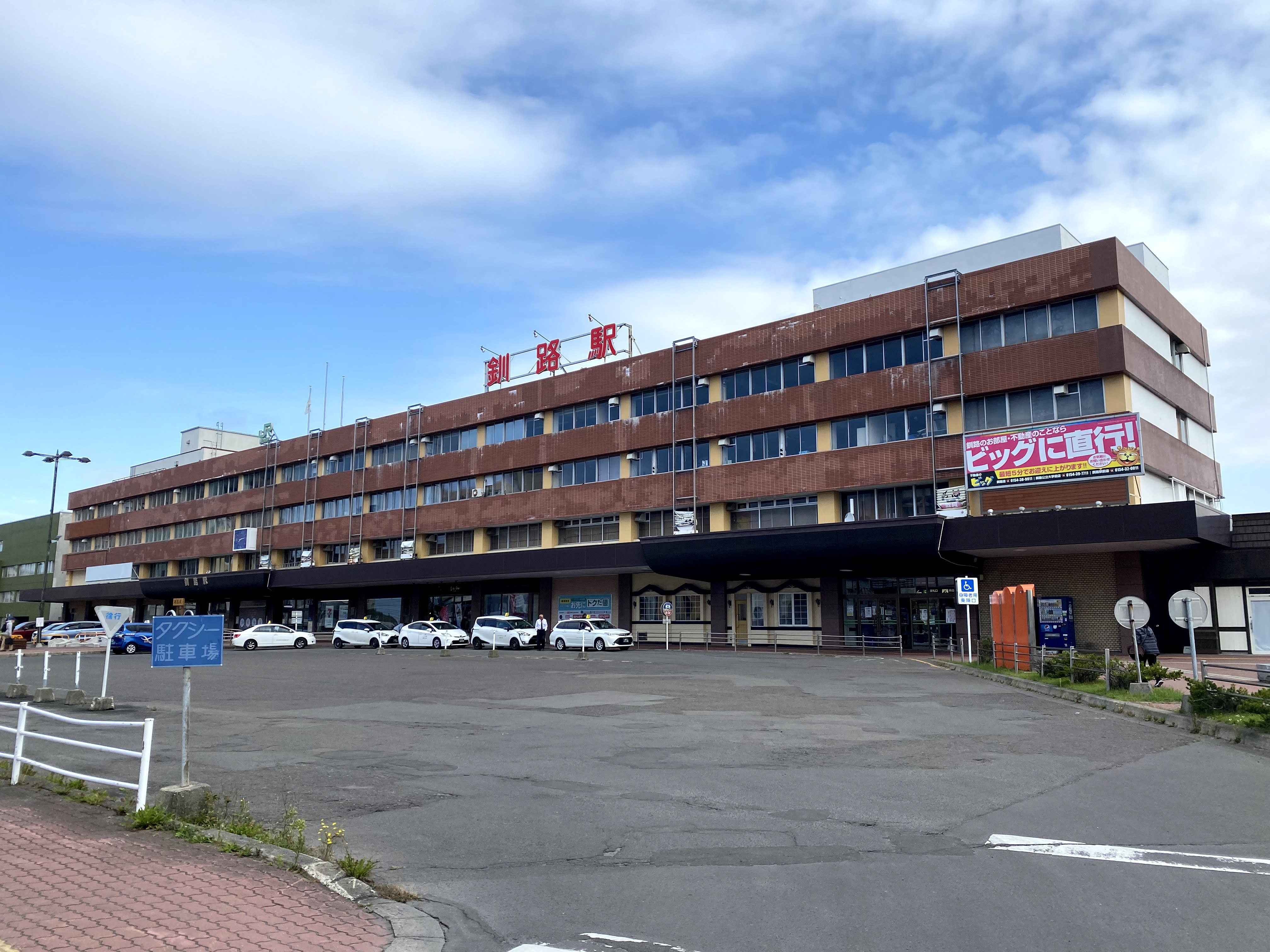
釧路駅

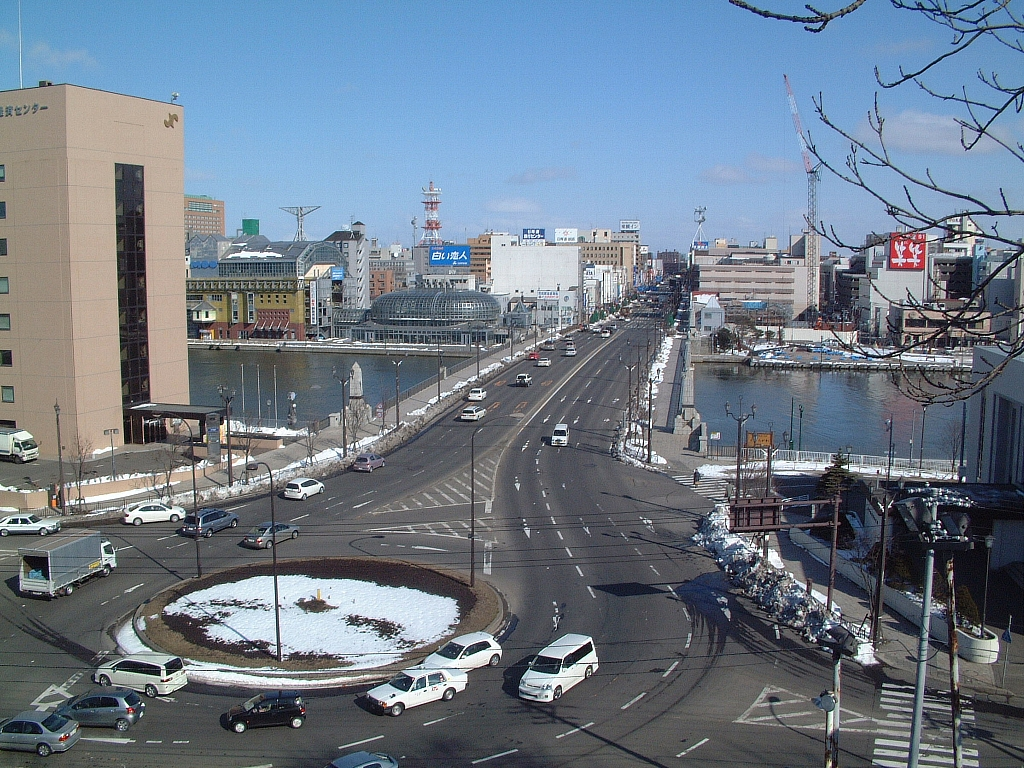
幣舞橋

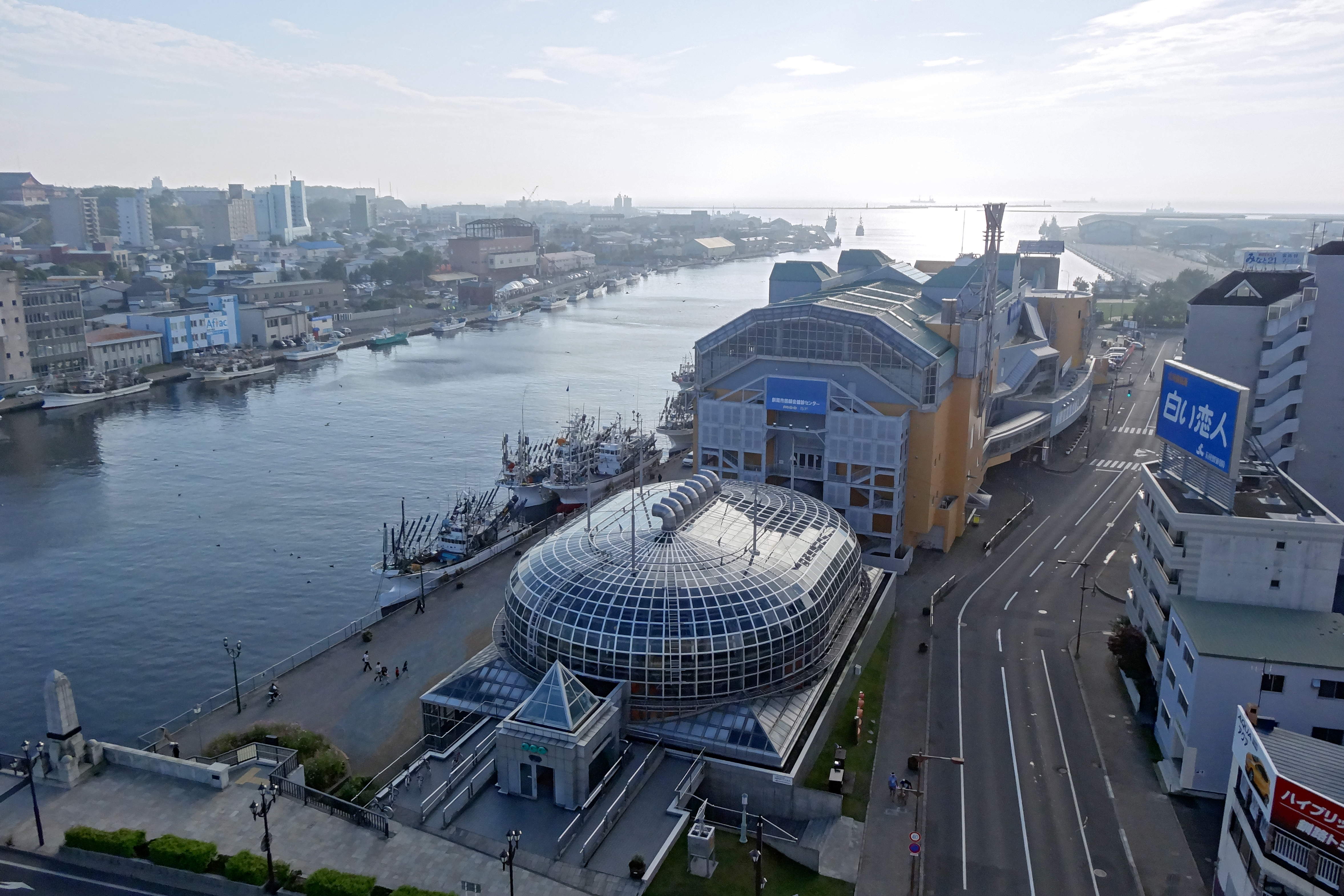
釧路港（釧路フィッシャーマンズワーフMOO）

### 空港
- 釧路空港

| 航空会社            | 就航地                                        |
| ------------------- | --------------------------------------------- |
| 日本航空(JAL)       | 東京/羽田、名古屋/中部（季節運航）、札幌/丘珠 |
| 全日本空輸(ANA)     | 東京/羽田、札幌/新千歳                        |
| AIRDO(ADO)          | 東京/羽田                                     |
| Peach Aviation(APJ) | 大阪/関西（季節運航）                         |

### 鉄道
- 北海道旅客鉄道（JR北海道）釧路支社 釧路運輸車両所
  - ■根室本線 : 音別駅 -（この間白糠町）- 大楽毛駅 - 新大楽毛駅 - 新富士駅 - 釧路駅 - 東釧路駅 - 武佐駅
  - ■釧網本線 : 東釧路駅

（太字は市代表駅）
- 日本貨物鉄道（JR貨物）北海道支社
  - ■根室本線 : 釧路貨物駅

#### 廃止になった路線
- 太平洋石炭販売輸送
  - 太平洋石炭販売輸送臨港線（貨物専用の路線）
- 雄別鉄道
- 鶴居村営軌道

#### 新幹線延伸構想
北海道内の新幹線について、かつて札幌 - 釧路間をも繋ぐ構想があがったことがある。
1969年（昭和44年）5月、運輸省（現国土交通省）により、国鉄（現JR）構想案も反映・包含させた新全国総合開発計画（新全総）が決定・発表される。1970年（昭和45年）3月、当時の自民党案を決議されたとも言われる鉄道建設審議会作成の「全国新幹線整備網」要綱では「北海道3号線（札幌〜釧路）」として盛り込まれており、完成目標時期は1985年（昭和60年）を想定した。この要綱に対し「財源の事をまるで考慮していない」という批判が起こったため、1970年（昭和45年）5月、修正を加えた全国新幹線鉄道整備法が国会で可決された。
更に1973年（昭和48年）10月16日に発生した第一次オイルショックの影響で高度経済成長に陰りも見え始めたため、需要抑制および省エネルギー政策への転換が発表された。この時期に決定された新幹線整備計画（5路線）・新幹線基本計画（12路線）にもその影響は強く反映され、整備計画に「北海道新幹線・青森〜札幌間」、基本計画に「北海道新幹線・札幌〜旭川間」「北海道南回り新幹線・長万部〜札幌間（室蘭経由）」は残るものの、他の道内新幹線路線構想は一切外されることとなった。

### バス

#### 路線バス
- 市内・近郊路線、郊外線、都市間路線ともに運行
  - くしろバス
  - 阿寒バス

#### 釧路空港連絡バス
- 釧路駅・釧路市内～釧路空港～阿寒湖温泉（阿寒バスが運行）
- 十勝川温泉・帯広～釧路空港「スイーツライナー」（北海道拓殖バスが運行）

#### 高速バス
- 都市間路線のみ
  - 北海道中央バス（札幌へ）
  - 北海道バス（札幌へ）
  - 道北バス（旭川へ）
  - 北海道北見バス（北見へ）
  - 根室交通（根室へ）
  - 網走観光交通（阿寒湖温泉から帯広へ）[51]
  - 北海道拓殖バス（釧路空港から帯広へ）[52]

#### コミュニティバス
- 音別地区コミュニティバス

### タクシー
- 阿寒観光ハイヤー（阿寒町）
- 阿寒ハイヤー（阿寒湖畔）
- 音別ハイヤー（音別町）
- 金星釧路ハイヤー（仲浜町）
- 釧路交通（星が浦）
- 釧路北交ハイヤー（堀川町）
- まりも交通（益浦）

### 道路

#### 高速道路
高規格幹線道路
- E38 道東自動車道（北海道横断自動車道）
  - - 阿寒IC - 釧路空港IC - 釧路西IC - 釧路中央IC -

#### 国道
- バイパス
  - 国道44号 旭バイパス
  - 国道38号 釧路新道
  - 北海道道113号釧路環状線
  - 釧路湿原道路 釧路根室地区広域農道
- 一般国道
  - 国道38号
  - 国道44号
  - 国道240号
  - 国道241号
  - 国道274号
  - 国道391号

#### 道道
- 都道府県道
  - 北海道道24号釧路停車場線（北大通）
  - 北海道道25号釧路港線
  - 北海道道53号釧路鶴居弟子屈線
  - 北海道道65号釧路空港線
  - 北海道道113号釧路環状線
  - 北海道道142号根室浜中釧路線
  - 北海道道148号釧路西インター線
  - 北海道道222号雄別釧路線
  - 北海道道241号本流音別停車場線
  - 北海道道243号阿寒標茶線
  - 北海道道361号尺別尺別停車場線
  - 北海道道500号音別浦幌線
  - 北海道道559号新富士停車場線
  - 北海道道666号徹別原野釧路線
  - 北海道道667号徹別原野雄別停車場線
  - 北海道道835号釧路阿寒自転車道線
  - 北海道道860号釧路西港線
  - 北海道道952号山花鶴丘線
  - 北海道道1093号阿寒公園鶴居線

#### 道の駅
- 阿寒丹頂の里

### 港湾
- 釧路港（重要港湾、国際バルク戦略港湾（穀物）に選定[3]）
  - 釧路港西港区 - 国際コンテナ定期航路（釜山・大連・青島 - 釧路）飼料・肥料コンビナート 東西オイルターミナル 出光興産釧路油槽所 ENEOS株式会社釧路西港油槽所 穀物貯蔵基地
  - 釧路港東港区 - 国産石炭埠頭 釧路漁港 貯木場 海上保安部 造船（釧路重工業）

入港船舶総トン数1700万トンのうち、25%が外国商船、70%が内航商船で、漁船は3%となっている。

#### フェリー
1972年7月に近海郵船が東京港（有明埠頭）と釧路を結ぶカーフェリー「まりも」「ましう」を就航、翌年に「さろま」を増配し毎日運航した。オイルショックの影響により、1976年12月21日から運航頻度を3日に2便へと減便され、「ましう」は係船された。1990年5月には「サブリナ」「ブルーゼファー」を新造し「まりも」「さろま」と代替。1997年4月には航路を東京～釧路～十勝という三角航路に変更した。1999年11月にカーフェリー航路を休止し、大型RO-RO船を東京～釧路航路に投入、貨物輸送に特化させる形で定期フェリーの歴史に幕を下ろした。東京～釧路の航行時間は約31時間。

## 観光

### 文化財

#### 重要無形民俗文化財
- アイヌ古式舞踊 - 春採アイヌ古式舞踊釧路リムセ保存会・阿寒アイヌ民族文化保存会（阿寒湖畔でみられる）

#### 選択無形民俗文化財
- 阿寒のアイヌ古式舞踊 - 阿寒アイヌ民族文化保存会
- 春採のアイヌ古式舞踊 - 春採アイヌ古式舞踊釧路リムセ保存会

#### 史跡
- モシリヤ砦跡
- 春採台地竪穴群
- 鶴ヶ岱チャランケ砦跡
- 東釧路貝塚
- 北斗遺跡 - 史跡北斗遺跡展示館

#### 天然記念物
- 阿寒湖のマリモ（特別天然記念物）
- 春採湖ヒブナ生息地

#### 世界三大夕日

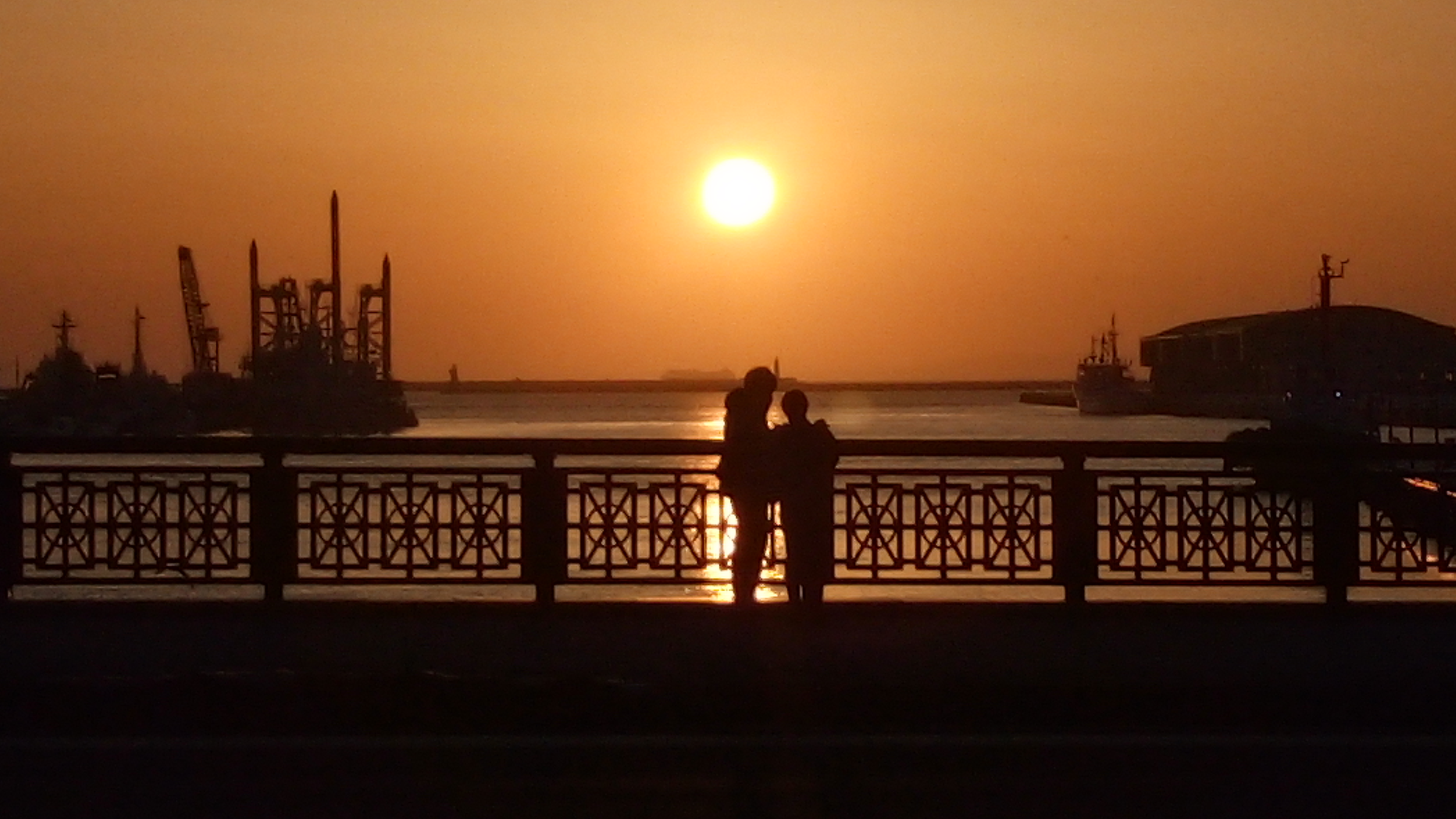
幣舞橋からみた夕日。釧路の夕日は世界三大夕日に指定されている。

- マニラ、バリ、釧路

#### 登録有形文化財
- 本行寺本堂 (2025年3月13日 告示)[54]
- 本行寺旧納骨堂 (2025年3月13日 告示)[55]

#### 道指定有形文化財
- 円空作観音像 - 厳島神社

#### 釧路市指定文化財
- 星兜（残欠）など有形文化財6件
- 紀ノ丘神楽 - 紀ノ丘神楽保存会
- 三津浦古谷遺跡
- キタサンショウウオ
- 砂岩脈（サンド・ストーン・ダイク）- 通称「春採太郎」
- 谷地坊主（ヤチボウズ）

なお、釧路市故人蔵の市河家文書91点は釧路市指定文化財であったが、2009年（平成21年）には山梨県立博物館（山梨県笛吹市）が収蔵したことにより指定は解除され、2010年度（平成22年度）には新たに山梨県指定文化財となった。

### 名所･旧跡
城郭
- モシリヤチャシ - アイヌ砦跡、平面形お供え餅型　別称ポロ（大きい）チャシ、サルシナイチャシ、トミカラアイノが築造 1935年（昭和10年）12月24日国の史跡に指定される。
- 鶴ケ岱チャランケチャシ - アイヌ砦跡 1935年（昭和10年）12月24日国の史跡に指定される。
- ウライケチャシ（春採チャシ、ポンチャシ）- アイヌ砦跡

史跡
- 仏舎利塔 - 国内3番目に古い

### 観光スポット
2001年（平成13年）10月に「釧路の海霧（うみぎり）」として環境省によりかおり風景100選に選定された。
- 釧路湿原国立公園
- 釧路湿原 - ラムサール条約登録湿地。
- タンチョウ生息地
- 釧路市丹頂鶴自然公園
- 阿寒摩周国立公園
- 阿寒湖
- 阿寒湖温泉
- 阿寒国際ツルセンター
- 環境省釧路湿原野生生物保護センター
- 山花オートキャンプ
- 山花温泉
- 憩いの森キャンプ場
- 釧路市動物園
- 幣舞橋
- 釧路市湿原展望台
- 釧路フィッシャーマンズワーフMOO
- 釧路和商市場
- まなぼっと幣舞
- 春採公園春採湖
- マリン・トポスくしろ（釧路市水産資料室）
- 米町公園
- 四恩山西端寺（北海道三十三観音霊場21番札所、北海道三十六不動尊霊場17番）
- 成田山松光寺（北海道三十六不動尊霊場18番、成田山新勝寺直末寺）
- 港文館 - 石川啄木の勤めた旧釧路新聞社屋を再現。
- 釧路市こども遊学館
- 太平洋炭礦 炭鉱展示館

レジャー
- 千代の浦マリンパーク
- 釧路市動物園 ※敷地面積は47.8 ha。動物園としては日本で2番目に広い規模。
- 山花温泉リフレ
- 柳町公園

## 文化･名物

### 祭事･催事
- くしろ氷まつり（2月上旬）
- 福司酒造 蔵開放・見学・無料試飲会（3月上旬）
- くしろチューリップ&花フェア（5月下旬 - 6月上旬）
- 厳島神社例大祭（7月上旬）
- 山神篝火三五四まつり（7月上旬）
- くしろ霧フェスティバル（7月中旬）
- 釧路湿原マラソン（7月下旬）
- くしろ港まつり（8月上旬）
- ゆめこいパラソルショップ（8月上旬と9月中旬の年2回開催）
- くしろ千燈祭（8月中旬）
- 春採湖水まつり（8月中旬）
- 釧路湿原全国車いすマラソン（8月下旬）
- 釧路ラーメンフェスティバル ら・フェスタ（9月上旬）
- くしろ大漁どんぱく（9月上旬）
- 鳥取神社例大祭（9月中旬）
- 活き生きくしろキャンペーン（9月下旬）
- くしろ健康まつり（10月上旬）
- くしろスポーツフェスティバル（1997年までは釧路市民大運動会・10月上旬、2006年は雨天中止）
- 釧路ラーメンれんが横丁（10月下旬）
- くしろ菊まつり（10月下旬）
- くしろ物産まつり（12月上旬）
- ふゆフェスタくしろ（12月上旬 - 2月上旬）

### 名物･特産品
- 釧路ラーメン
- クロレラ入り薮蕎麦風蕎麦、蕎麦麺抜き（かしわ抜き）、かしわ蕎麦
- スパカツ（ミートソーススパゲッティの上に豚カツをのせた鉄板焼き風料理[56]）
- 炉端焼き
- 勝手丼
- ザンギ
- カレー味フライドチキン（ジョイパックチキン）
- フレンチドック
- まりも羊羹 - 球形の羊羹。爪楊枝を刺すと、簡単に包装ビニールが剥ける。
- 阿寒やきとり丼
- 清酒「福司」

### スポーツ
- アイスホッケー - ひがし北海道クレインズ（アジアリーグ）、釧路ベアーズ、Daishin女子アイスホッケークラブ（女子日本アイスホッケーリーグ）
- スピードスケート - 苫小牧市、帯広市と並ぶ北海道三大拠点の一つ。

## 出身・関連著名人

### 政治・経済・軍事・社会・その他
- 山本弥太郎（釧路アイヌ首長）
- 山本太吉（釧路アイヌ首長）
- 伊東良孝（衆議院議員、自由民主党、元釧路市長）
- 鰐淵俊之（元釧路市長、元衆議院議員）
- 池端清一（元衆議院議員・国土庁長官）
- 山口哲夫（元釧路市長、元参議院議員、新社会党元書記長）
- 浅野貴博（元衆議院議員（新党大地・真民主））
- 武藤貴也（元衆議院議員（元自由民主党））
- 山本武雄（元釧路市長）
- 別所智博（農林水産省技術総括審議官）
- 瀧野欣彌（元内閣官房副長官（事務担当）、元総務事務次官）
- 藤田美津夫（元日本弁護士連合会副会長、元北海道弁護士会連合会理事長）
- 石黒靖尋（DCMホールディングス主要株主）（DCMホーマック会長）
- 石黒靖規（DCMホールディングス社長）（DCMホーマック社長）
- 前田勝敏（DCMホールディングス初代社長）
- 石井至（経営コンサルタント）
- 岡崎公聡（実業家）
- 木村昌平（元セコム社長）
- 本城愼之介（楽天株式会社取締役（元副社長）・楽天創始メンバー）
- 柳橋仁機（カオナビ創業者・社長CEO）
- 田中新一（大日本帝国陸軍中将）
- 田辺潔（労働運動家、煙突男第1号）
- 結城庄司（アイヌ解放運動活動家）
- 吉良平治郎（戦前、戦中に「責任の人」として修身の教科書採用されたアイヌ民族で殉職した郵便職員）
- 速水和彦（台湾総督府交通局鉄道部技師で工作課および運転課長、台北帝国大学およびその後身となる国立台湾大学教授）
- 大道寺将司（極左武装テロ組織・東アジア反日武装戦線「狼」リーダー格）
- 大道寺あや子（極左武装テロ組織・東アジア反日武装戦線「狼」班、および日本赤軍元メンバー。連続企業爆破事件で国際手配中）

### 学術・文化・芸術
- 田辺寿利（社会学者） - フランス社会学、言語社会学の研究者、田辺潔（煙突男）の兄
- 八代斌助（キリスト教伝道者・元立教学院院長）
- 山本多助（アイヌ文化伝承者、著述家）
- 内田一成（臨床心理学者、教育学者） - 上越教育大学名誉教授
- 曻地三郎（教育者・教育学者）- 元しいのみ学園理事長兼園長
- 楠宏（地球物理学者、地理学者）- 第1次南極地域観測隊の隊員、隊長
- 長内了（法学者）
- 平良木登規男（法学者）
- 藤村久和（アイヌ文化研究者）
- 井田恵子（弁護士） - 女性初の日弁連事務総長
- 小林丈児（政治学者）
- 志田晶（予備校講師）
- 渡辺和郎（アマチュア天文家）
- 中宮崇（フリーライター）
- 中戸川吉二（作家）
- 原田康子（作家）
- 正本ノン（作家）
- 桜木紫乃（作家）- 直木三十五賞受賞
- 小津夜景（俳人）
- 浜田康敬（歌人）
- 高橋絵里奈（バレエダンサー）
- 小松伸六（文芸評論家）
- 末永照和（美術評論家）
- 太田昌国（評論家、編集者、翻訳家）
- 坂本直行（画家）
- 結城幸司（版画家）
- ルナ・H・ミタニ（画家、クリエーティブディレクター）
- あきまん（イラストレーター）
- チカップ美恵子（アイヌ文様刺繍家）
- 中原悌二郎（彫刻家）
- 恋月姫（人形作家）
- 毛綱毅曠（建築家）
- 伊福部昭（作曲家）
- 石丸基司（作曲家）
- 児玉隼人（トランペット奏者）
- 岩合徳光（写真家）- 岩合光昭は息子
- 長倉洋海（写真家）
- 伊藤衆人（CMディレクター、映画監督）
- 今敏（映画監督・漫画家）
- アミュー（漫画家）
- 五十嵐正邦（漫画家）
- 板垣恵介（漫画家）
- 小畑友紀（漫画家）
- 砂（漫画家）
- 諏訪緑（漫画家）
- 瀧波ユカリ（漫画家）
- はた万次郎（漫画家）
- 星野之宣（漫画家）
- 横山了一（漫画家）
- 松本淳一	（作曲家）

### 芸能・マスコミ
- 宮川洋一（俳優、声優）
- 木之元亮（俳優）
- 斎藤歩（俳優）
- 椎谷建治（俳優）
- 多田直人（俳優）
- 中山一也（俳優）
- 福地教光（俳優）
- 船崎良（俳優）
- 池端レイナ（女優）
- いしかわひとみ（女優、声優）
- 永井ちひろ（女優）
- 坂本澪香（モデル・女優。Cool釧路市観光大使[57]）
- 加藤迪（ミュージカル俳優）
- 梯篤司（声優）
- 福田純（声優）
- カルーセル麻紀（タレント、歌手）
- 大下宗吾（タレント）
- タカ （お笑い芸人・タカアンドトシ）
- ワッキー（お笑い芸人・ペナルティ）
- 小林良行（お笑い芸人・ランパンプス）
- バーブ佐竹（歌手）
- 高山美図紀（歌手、タレント）
- 野宮真貴（歌手、ミュージシャン・元ピチカート・ファイヴ）
- 秋葉令奈（クリエイティブアイドル。Cool釧路市観光大使[57]）
- 合田道人（シンガーソングライター、作家）
- 笹生実久（シンガーソングライター）
- 木原奈津子（ピアニスト）
- 木原健太郎（ジャズピアニスト、キャンドル・ライブで話題になる）
- 大山正篤（ミュージシャン、元ZIGGY）
- 斉藤伸也（ミュージシャン、『竹内電気』）
- 今剛（ギタリスト）
- 水野泰宏（ドラマー、『SABER TIGER』）
- ナカヤマアキラ（ギタリスト、『Plastic Tree』）
- シンイチ（ベーシスト、『月光グリーン』）[58]
- 勝井祐二（エレキ・ヴァイオリニスト、『ROVO』などの活動で知られる）
- 高田ひろお（作詞家、「およげ!たいやきくん」の作詞者）
- 及川恒平（作詞家）
- 小田佳奈子（作詞家）
- 里村龍一（作詞家）
- 小町昭（作曲家）
- 三遊亭道楽（落語家）
- 小松錬平（ジャーナリスト、ニュースキャスター）
- 張江泰之（テレビプロデューサー）
- 坂泰知（読売テレビ報道局解説委員）
- 佐藤良諭（北海道テレビ放送アナウンサー）
- 水本香里（ラジオDJ・元AIR-G'FM北海道アナウンサー）
- 八木菜摘（札幌テレビ放送アナウンサー）
- GUCHY（FM NorthWaveDJ、ローカルタレント）
- やまだひさし（タレント、ラジオDJ・ナレーター）

### スポーツ
- 明武谷力伸（大相撲元関脇）
- 坤龍文一郎（大相撲元十両）
- 王湖伊津男（大相撲元前頭）
- 山本雅彦（スピードスケート選手、指導者、インスブルック・レークプラシッドオリンピック代表）
- 北沢欣浩（スピードスケート選手、サラエボ五輪銀メダリスト）
- 宮部保範（スピードスケート選手、1992年アルベールビルオリンピック500m5位）
- 宮部行範（スピードスケート選手、アルベールビル五輪銅メダリスト）
- 青柳徹（スピードスケート選手、指導者、1988年カルガリーオリンピック1500m5位）
- 白幡圭史（スピードスケート選手、2002年ソルトレークシティオリンピック1000m4位）
- 三宮恵利子（スピードスケート選手、長野・ソルトレイクシティオリンピック代表）
- 住吉都（スピードスケート選手、2014年ソチオリンピック代表）
- 柴田嶺（フィギュアスケート選手、2002/2003年全日本Jr.選手権男子シングル優勝）
- 中村優（フィギュアスケート選手）
- 磯部裕次郎（アイスホッケー選手、世界選手権代表）
- 引木孝夫（アイスホッケー選手・指導者、グルノーブル・1972年札幌オリンピック、世界選手権代表）
- 鈴木宣夫（アイスホッケー選手・指導者、世界選手権代表）
- 本間貞樹（アイスホッケー選手・指導者、インスブルック・レークプラシッドオリンピック、世界選手権代表）
- 中島谷友二朗（アイスホッケー選手・指導者、世界選手権代表）
- 片山立規（アイスホッケー選手・指導者、世界選手権代表）
- 佐藤正和（アイスホッケー選手）
- 三浦浩幸（アイスホッケー選手、世界選手権代表）
- 春名真仁（アイスホッケー選手、日本代表）
- 酒井隆行（アイスホッケー選手）
- 福藤豊（アイスホッケー選手、日本人初のNHL選手（所属：キングス 本拠：ロサンゼルス）、日本代表GK）
- 小原大輔（アイスホッケー選手、世界選手権代表）
- 河合卓真（アイスホッケー選手、世界選手権代表）
- 齊藤哲也（アイスホッケー選手、日本代表）
- 佐藤博史（アイスホッケー選手、世界選手権代表）
- 成澤優太（アイスホッケー選手、世界選手権代表）
- 石田陸（アイスホッケー選手、世界選手権代表）
- 中島彰吾（アイスホッケー選手、世界選手権代表）
- 中屋敷侑史（アイスホッケー選手、日本代表）
- 土田亜希（アイスホッケー選手、女子世界選手権代表）
- 高橋静香（アイスホッケー選手、女子世界選手権代表）
- 獅子内美帆（アイスホッケー選手、2014年ソチオリンピック代表）
- 中村コウ（陸上競技選手、1936年ベルリンオリンピック女子円盤投4位入賞）
- 北風沙織（陸上競技選手）
- 平山英雄（プロ野球選手（投手）、元阪神タイガース）
- 今川優馬（プロ野球選手（外野手）、北海道日本ハムファイターズ）
- 亀田織音（元女子プロ野球選手）
- 郷司裕（アマチュア野球審判員）
- 川本治（サッカー選手（FW）・指導者・評論家、元古河電工サッカー部監督）
- 松田紀子（バレーボール選手、モントリオール五輪で金メダル獲得）
- 吉川なよ子（プロゴルファー）
- 清田祐三（プロボクサー、東洋太平洋スーパーミドル級チャンピオン）
- 小池秀信（総合挌闘家）
- 佐々木有生（総合挌闘家）
- 佃咲江（自転車トラックレーススプリント選手、北京オリンピック日本代表）

### その他
- 渡辺秀子（特定失踪者、2児拉致事件）

### 所縁の深い有名人

#### 政治・経済・社会
- 米内光政（元内閣総理大臣、海軍大将。戦後、釧路市内で操業したアルギン酸製造北海道興発株式会社の会長に就任する）
- 佐野孫右衛門（釧路の開祖）
- 武富善吉（明治時代の実業家）
- 前田正名（華族。明治の官僚・財界人、釧路でパルプ会社の前田製紙を設立、妻は大久保利通の姪・いち（利通の妹・石原みねの次女））
- 鈴木宗男（参議院議員）
- 鈴木貴子（衆議院議員。鈴木宗男の長女）
- 堀井利勝（旧総評元議長。旧太平洋炭鉱 臨港鉄道の初代労組委員長を経ての就任）
- 白石義郎（元常豊村長、元福島県議会議員、元衆議院議員、元釧路支庁長、元釧路町長（当市）、元北海道議会議員、釧路新聞社長、小樽日報社長。釧路町長・北海道議会議員・衆議院議員として釧路港および道東地域の鉄道建設に邁進）
- 栗林徳一（南洋興発、栗林商会社長）
- 安田善次郎（安田財閥の祖）
- 伊藤博之（実業家）（クリプトン・フューチャー・メディア株式会社代表取締役。初音ミク。標茶町出身、北海道釧路北陽高校卒）

#### 学術・文化・芸術
- 石川啄木（詩人。本名：石川一、岩手県岩手郡玉山村（現・盛岡市）日戸出身。先に野口雨情とともに小樽日報で記者をしていたが、白石義郎同社社長兼釧路新聞社長に誘われ釧路新聞に移籍し編集長に就任。釧路市と縁が深い）
- 子母澤寛（小説家。本名：梅谷松太郎、北海道厚田郡厚田村（現・石狩市）出身。大学卒業後釧路で釧路毎日新聞の記者として過ごす）
- 相米慎二（映画監督、北海道釧路江南高校卒）
- 増田誠（画家。釧路市栄町に光工芸社を設立）
- モンキー・パンチ（漫画家。北海道厚岸郡浜中町出身）
- 中島悠（ルービックキューブ世界大会2007のルービックキューブ部門の優勝者。釧路工業高等専門学校卒）

#### 芸能・音楽
- 伊吹吾郎（俳優。『水戸黄門』『格さん』役、熊石町（現・八雲町）生まれ、釧路工業高校卒）
- 高橋恵子（女優。北海道川上郡標茶町磯分内出身、小学校・中学校を釧路市で過ごす）
- こまどり姉妹（歌手。北海道厚岸郡厚岸町出身、上京前に大楽毛にて門付を行っていた）
- 美川憲一（演歌歌手）釧路の夜
- 惣田紗莉渚（歌手・アイドル。元SKE48メンバー。母親が釧路市出身で、現在も親戚が住んでいる）[59]
- 遠山大輔（お笑い芸人（グランジ）、父親の出身地）
- 磯貝サイモン（シンガーソングライター、幼少時代を釧路市で過ごす）
- 柳卓（元琉球放送アナウンサー。北海道芦別市出身、Cool釧路市観光大使[57]）

#### スポーツ
- 岡崎朋美（スケート選手。旧・北海道釧路星園高等学校卒）
- 武田豊樹（競輪選手。武修館高等学校卒）
- 千葉和彦（サッカー選手（DF）、岩見沢市出身、名古屋グランパス所属。釧路富原FCにてプレーする）

## 釧路市を舞台にした作品

### 小説
- 挽歌 原田康子
- 愛の伝説・釧路湿原 西村京太郎
- 地面師たち ファイナル・ベッツ 新庄耕

### 映画
- 挽歌（1957年、松竹） - 出世坂、釧路湿原、旧喫茶ダフネ、旧マルカツビル（現パステルビル）
- 釧路の夜（1968年、松竹） - 美川憲一の代表作である「釧路の夜」をモチーフに製作された。幣舞橋 - 舞台となった地で袂には歌碑がある。
- トラック野郎・望郷一番星（1976年、東映） - 釧路港、漁協前、釧路駅前、米町公園、阿寒湖温泉、国道38号、国道240号
- 幸福の黄色いハンカチ（1977年、松竹） - 釧路港、十字街（旧ハコダテヤ店内）
- 男はつらいよ 夜霧にむせぶ寅次郎（1984年、松竹） - 釧路スガイビル近辺立地の理容店内
- 時計 Adieu l'Hiver（1986年、日本ヘラルド） - 旧フジヤそうご電器前、春採アイスアリーナ、ミスタードーナツ釧路十字街店
- 爆走!ムーンエンジェル 北へ（1996年、東映）
- 狙った恋の落とし方。（2008年、華誼兄弟影業投資有限公司） - 釧路、阿寒湖温泉 ‐ 歴代興行成績1位を記録した中国映画。中国に北海道旅行ブームを巻き起こした。
- ハナミズキ（2010年、東宝） - 一青窈の代表作である「ハナミズキ」が主題歌、幣舞橋、尺別駅、出世坂、釧路北陽高校
- 僕等がいた（2012年、東宝） - 北海道釧路湖陵高等学校- 主人公達が通学している高校のモデルとされる
- 起終点駅 ターミナル（2015年、東映）

### アニメ
- フィギュア17 つばさ&ヒカル
- 僕等がいた
- 思い出のマーニー

### 漫画
- PとJK
- 僕等がいた
- この音とまれ!
- プラオレ!PRIDE OF ORANGE プレシーズン〜幣舞橋〜

### コンピュータゲーム
- 北海道連鎖殺人 オホーツクに消ゆ